# Convention citoyenne pour le climat
Pour les articles homonymes, voir Convention citoyenne.
Convention citoyenne sur la fin de vie
Palais d'Iéna
La Convention citoyenne pour le climat est une assemblée de citoyens française, constituée en octobre 2019 par le Conseil économique, social et environnemental sur demande du Premier ministre Édouard Philippe. Elle regroupe 150 hommes et femmes volontaires tirés au sort parmi la population française, et a pour objectif de définir une série de mesures structurantes « pour parvenir, dans un esprit de justice sociale, à diminuer d'ici 2030 les émissions de gaz à effet de serre de la France d'au moins 40 % par rapport à 1990 ».
Le dispositif est annoncé par le président de la République Emmanuel Macron en avril 2019, à l'issue du grand débat national, reprenant une proposition émise durant le mouvement des Gilets jaunes par le collectif des Gilets citoyens qui regroupe diverses personnalités militantes et universitaires.
Dans son rapport publié en juin 2020, la Convention formule 149 propositions. Emmanuel Macron s'engage à ce qu'elles soient soumises au Parlement ou à référendum à l'exception de trois d'entre elles (les « trois jokers »). Leur transposition législative et réglementaire a lieu notamment dans le cadre du conseil de défense écologique, du plan de relance économique, de la loi de finances pour 2021, et du projet de loi portant lutte contre le dérèglement climatique et renforcement de la résilience face à ses effets. La majorité des mesures prônées par la Convention sont reprises seulement en partie, et des mesures supplémentaires sont rejetées par rapport à celles initialement rejetées par Emmanuel Macron, Le Monde les estimant à un total de 28. Aucun référendum ne sera finalement mis en œuvre.
Des sondages d'opinion montrent une approbation des Français à la plupart des mesures préconisées par la Convention, à l'exception de l'abaissement à 110 km/h de la vitesse maximale sur autoroute, rejeté par Emmanuel Macron.

## Origine et contexte

### Historique de la mise en place
En décembre 2018, alors que le mouvement des Gilets jaunes se mobilise, le Conseil économique, social et environnemental (CESE), troisième Assemblée de la République qui promeut sa propre réforme pour devenir le conseil de la participation citoyenne, décide de tirer au sort des citoyens et des citoyennes pour venir travailler à l'élaboration d'un rapport. Il s'agit d'une première en France dans une Assemblée constitutionnelle. Dans cet avis le CESE propose notamment l'organisation de « deux conférences annuelles, dédiées à l’évaluation de politiques publiques déterminées et intégrant une vision de long terme [avec] des personnes tirées au sort ou sélectionnées aléatoirement sur la base de critères de représentativité, cette conférence constituant ainsi une modalité nouvelle de participation citoyenne ».
Le 23 janvier 2019, à l'initiative du collectif Démocratie ouverte, le collectif des Gilets citoyens, regroupant intellectuels, universitaires et artistes, réclame dans une lettre ouverte au président de la République Emmanuel Macron « la mise en place d’une Assemblée citoyenne tirée au sort, représentative de la société, chargée de faire des propositions donnant lieu à un référendum à choix multiples »,. La lettre est publiée dans plusieurs médias qui couvrent l’événement,,,. Le 13 février 2019, Cyril Dion et Marion Cotillard rencontrent Emmanuel Macron et lui proposent de mettre en place une telle assemblée pour chercher des solutions sur la démocratisation des institutions en particulier avec le référendum d’initiative citoyenne, la transition écologique et la justice fiscale,.
Le 25 avril 2019, Emmanuel Macron annonce le projet de création de la convention citoyenne pour le climat, ainsi que la création du conseil de défense écologique, lors de la conférence de presse qui fait suite au grand débat national. Selon la juriste Nora Stirn, le terme de convention est « une notion emblématique en matière constitutionnelle puisqu’elle renvoie expressément à l’histoire des premières assemblées constituantes ».
Dans ce discours du 25 avril, le Président de la République ancre la création de la Convention citoyenne dans une réforme constitutionnelle du Conseil économique, social et environnemental (CESE) : « Enfin je souhaite que cette place de nos concitoyens dans notre démocratie ainsi revitalisée puisse aussi se faire par la réforme que nous devons conduire du Conseil économique social et environnemental. Ce Conseil existe depuis la Constitution de 1958 c'est une présence qui a des antériorités pour représenter la société civile. Nous en réduirons le nombre mais à côté des grandes forces vives économiques sociales associatives qui y sont présentes et qui portent les grands sujets, je souhaite que l'on puisse avoir des citoyens tirés au sort qui viennent compléter cette assemblée et qui ainsi permettra à celle-ci de représenter pleinement la société dans toute sa diversité et sa vitalité. Mais sans attendre, dès le mois de juin nous tirons au sort 150 citoyens pour constituer ce début de conseil de la participation citoyenne. Ce sera organisé au CESE actuel avant sa réforme et nous commencerons à innover avec ce nouveau travail qui je crois répond aux aspirations profondes et permet de mobiliser l'intelligence collective de manière différente. » Le pilotage de la Convention citoyenne par le CESE « a permis à E. Macron d’expérimenter la transformation de cet organisme en Conseil de la Participation Citoyenne tout en contournant les blocages institutionnels rencontrés par les précédents projets de révision constitutionnelle visant le CESE ».
Le 2 juillet 2019, le Premier ministre Édouard Philippe adresse une « lettre de mission » pour organiser la Convention au Conseil économique, social et environnemental (Cese).
La mise en place de la Convention citoyenne pour le climat « s’inscrit dans un contexte de tensions grandissantes entre les citoyens et les institutions chargées de leur représentation », marquées par le mouvement des Gilets jaunes : « le Grand débat national, tout comme la Convention citoyenne pour le climat qui lui succède quelques mois plus tard, s’inscrivent tous deux dans cette volonté annoncée d’Emmanuel Macron de sculpter une «  démocratie nouvelle » en s’appuyant sur des processus a minima «  participatifs » de consultation ou de concertation, voire «  délibératifs », à travers lesquels les citoyens mobilisés participent à des échelles variables à l’élaboration voire à la conception concrète de la norme ». Si la mise en place de la Convention probable procède entièrement de la volonté du président de la République telle qu’exprimée dans ses déclarations, sans aucune base légale claire, certains jugent « toutefois probable que la mise en place d’un tel processus ait été facilitée par l’existence, au sein du bloc de constitutionnalité, de l’article 7 de la Charte de l’environnement, qui consacre justement le principe de participation des citoyens dans le cadre de consultations ouvertes portant sur des questions environnementales ».

### Expériences internationales similaires
- Irlande : ce pays est considéré comme le modèle d'inspiration de la Convention citoyenne pour le climat, fournissant selon Le Huffington Post « l’un des exemples les plus aboutis de contribution citoyenne au débat politique avec des débouchés importants » : les travaux d'assemblées de citoyens tirés au sort débouchent sur l'organisation de référendums en 2015 puis en 2018, conduisant à la légalisation du mariage homosexuel et de l'avortement[16]. En 2018, le Parlement irlandais met également en place un comité mixte sur l’action pour le climat ou assemblée citoyenne irlandaise (Citizens Assembly), avec pour débouché un ensemble de recommandations pour agir contre le changement climatique[17].

- Islande : Certains évoquent aussi l'expérience islandaise : « Ainsi, en 2009-2010, l’Islande a organisé une convention citoyenne réunissant une assemblée de 1 500 citoyens, dont 1 200 furent tirés au sort, dans le but de réviser la Constitution, voire d’élaborer une nouvelle constitution. Le processus s’est conclu par un référendum consultatif organisé le 20 octobre 2012 par lequel le peuple a adopté le projet constitutionnel proposé à la majorité des deux tiers »[14].
- Royaume-Uni : en novembre 2019 commence le processus de sélection d'une assemblée citoyenne sur le sujet du réchauffement climatique[18]. Cette assemblée (Climate Assembly UK) de 108 membres se réunit pendant quatre week-ends à partir de fin janvier 2020[19]. Le 23 juin 2020, l’assemblée britannique sur le climat a publié une préconclusion : près de 80% sont « parfaitement d’accord [ou] d’accord! » pour que les mesures prises par le Gouvernement pour aider l’économie à se redresser soient conçues pour parvenir à l’objectif zéro émission nette[20]. Cette assemblée est représentative en âge, sexe, ethnie, milieu socio-économique de la population du Royaume-Uni, et a été sélectionnée au hasard parmi 30 000 citoyens[20].

Selon le chercheur Dimitri Courant, avec la Convention citoyenne pour le climat, la France « a établi le dispositif le plus imposant en termes de taille, de durée, de mandat et de moyens ». La Convention citoyenne pour le climat n'est « ni une conférence de consensus, ni un jury citoyen », et relève d'« un exercice à part, sous une forme totalement inédite ». Si Le Monde évoque « un exercice de démocratie directe d’une ampleur inédite », le dispositif se situe « plutôt à mi-chemin entre les principes de démocratie participative et délibérative »,.

## Mission
La « lettre de mission » adressée au Conseil économique, social et environnemental (Cese) précise l'organisation de la convention, l'indépendance de son comité de gouvernance et son mandat : 

« Définir les mesures structurantes pour parvenir, dans un esprit de justice sociale, à réduire les émissions de gaz à effet de serre d'au moins 40 % d'ici 2030 par rapport à 1990. Aux termes de ces travaux, elle adressera publiquement au Gouvernement et au Président de la République un rapport faisant état de ses discussions ainsi que l'ensemble des mesures législatives et réglementaires qu'elle aura jugées nécessaires pour atteindre l'objectif de réduction des émissions de gaz à effet de serre. Elle pourra désigner, parmi les mesures législatives, celles dont elle jugerait qu'elles soient soumises à un référendum. »

— Édouard Philippe
Le président de la République s’est engagé à ce que ces propositions législatives et réglementaires soient soumises “sans filtre” soit à référendum, soit au vote du parlement, soit à application réglementaire directe.
La convention « pourra notamment traiter des questions relatives aux économies d'énergie, à la rénovation thermique des logements, aux mobilités durables et aux leviers de financement de la transition écologique », précise François de Rugy, le 1er juillet 2019, ministre de la Transition écologique. Le principe établi est que chaque proposition sera accompagnée d'une proposition de financement des éventuelles dépenses induites. La Convention citoyenne pour le climat est appelée à formuler des propositions en vue de lutter contre le réchauffement climatique. Dès les premières annonces, la convention pour le climat est invitée à se prononcer sur la taxe carbone.

## Organisation

### Budget
Un budget de 5 millions d'euros est attribué au CESE pour l'animation et l'organisation de la convention. Ce budget inclut l’organisation logistique (transport, hébergement, restauration des 150 citoyens et citoyennes tirés au sort), l’indemnisation des participants  (indemnisés sur la base des jurys d’assise, soit 86,04 € par jour (1 462 € pour la totalité du processus) ainsi qu’une indemnité de perte de revenu professionnel pour les personnes qui viendront sur leur temps de travail (10,03 € par heure), plus le coût éventuel de la garde d'enfants), le tirage au sort, l’animation des séances avec la venue de juristes et d’experts, etc.

### Membres
La Convention citoyenne pour le climat est constituée de 150 membres volontaires tirés au sort à partir des listes électorales et des listes d'abonnés téléphoniques (255 000 numéros téléphoniques appelés). Une campagne d’appels téléphoniques est menée du 26 août 2019 à la mi-septembre par l’institut Harris Interactive, sous le contrôle d’un huissier. Pour assurer la meilleure représentativité, le tirage au sort est réalisé par le comité de gouvernance selon les méthodes de sélection d'échantillons représentatifs utilisées lors de la réalisation de sondages (lors de la phase de sélection, Daniel Cohn-Bendit, homme politique écologiste franco-allemand, a été sollicité, par tirage aléatoire, pour être membre et a décliné). Les membres tirés au sort ont le choix d'accepter ou de refuser la mission.
Un groupe de suppléants aux profils variés a été constitué pour anticiper d'éventuels désistements. Pour maintenir la représentativité des membres et couvrir le départ de 15 membres (pour des raisons professionnelles ou personnelles), 25 membres suppléants ont été intégrés et portent la Convention à 160 membres à la veille de la septième session.

#### Représentativité
La composition sociologique de la Convention est conçue pour refléter celle de la société Française dans son ensemble. Ainsi, elle compte 51 % de femmes et 49 % d'hommes. La composition de la convention représente également « 6 tranches d’âge, conforme à la pyramide des âges de la population française […] 6 niveaux de diplômes, reflétant la structure de la population française. […]. Il est précisé que « 26 % des citoyens sont sans diplôme ou détenteurs d’un niveau brevet ». Enfin, la composition de la convention représente la diversité des catégories socio-professionnelles et types de territoires en France, avec notamment « cinq représentants des Outre-Mer ».
Le collège des garants nommés par le président du Cese, le président du Sénat et le président de l'Assemblée nationale valide la représentativité des citoyens tirés au sort :

« Le collège des garants constate la diversité effective des participants tirés au sort. Même s'il ne peut y avoir de représentativité parfaite de l'ensemble des Français nous sommes en présence d'un échantillon de citoyens particulièrement varié, qui nous semble refléter la majorité des composantes démographiques, socio-professionnelles, territoriales et de parité de notre pays. »

Les chercheurs Florent Gougou et Simon Persico indiquent que le tirage au sort « a permis la représentation de groupes sociaux qui sont soit absents de l’Assemblée nationale, soit nettement sous-représentés », à savoir les femmes (la moitié de la CCC contre à peine plus d’un tiers de l’Assemblée nationale) ; les moins de 34 ans (plus du quart des personnes tirées au sort à la CCC, mais pratiquement absents de l’Assemblée nationale) ; les catégories populaires (ouvriers, employés et une partie des professions intermédiaires), tandis que l’Assemblée nationale est dominée à 70 % par les catégories supérieures (cadres, professions intellectuelles) ; les citoyennes et citoyens n’ayant pas fait d’études supérieures (66 % au sein de la CCC contre 9 % à l’Assemblée nationale et 70 % dans la population en âge de voter).
Le chercheur Dimitri Courant préfère parler de « panel représentatif », soulignant que « pour obtenir un échantillon réellement représentatif, deux éléments sont importants : d’une part, un panel très large d’environ mille citoyens ; d’autre part, une obligation pour les personnes contactées de participer, ce qui n’est le cas dans aucune assemblée citoyenne ». Il évoque également le caractère « nécessairement arbitraire » du « choix des critères démographiques », ainsi que l'absence, dans la composition de la Convention, de recherche de « « représentativité attitudinale » afin que les opinions du panel reflètent proportionnellement les opinions de la population ».
De fait, sur la base de données collectées auprès des citoyens de la Convention (après le début de la Convention), de données tirées d’un sondage externe et de données d’enquêtes menées en population générale, une note de l'École d'économie de Paris relève les points de divergence suivants entre les membres de la Convention et les Français :
- « les citoyens de la CCC sont plus confiants, et moins méfiants, que les Français interrogés » ;
- « à la question de savoir s’ils ont confiance dans la capacité de citoyens tirés au sort à délibérer de manière productive, les membres de la CCC font preuve d’un degré de confiance bien plus élevé que la population générale » ;
- « les citoyens de la CCC sont légèrement moins favorables à la redistribution de la richesse que les Français » ;
- « à la question de savoir quelles qualités il faut encourager chez les enfants, [...] les citoyens de la CCC accordent plus d’importance à l’imagination, l’indépendance et l’expression personnelle, et moins d’importance à l’obéissance et à l’assiduité au travail, que les sondés » ;
- « les citoyens de la CCC accordent plus d’importance à l’action sociale et associative et à la protection de l’environnement que les Français » ;
- « les citoyens de la Convention déclarent un peu plus souvent que les Français que la cause du changement [climatique] est anthropique, et sont relativement plus unanimes à considérer que les désordres du climat sont bien causés par le changement climatique » ;
- « les citoyens de la CCC répondent plus fréquemment que la population générale que la France doit prendre de l’avance dans la lutte contre le changement climatique et ils mentionnent bien plus fréquemment qu’eux le rôle néfaste des lobbies dans la lutte contre le changement »[33].

#### Légitimité
Selon le chercheur Dimitri Courant, la convention trouve sa légitimité dans un nombre significatif de personnes réunies pendant un temps défini, avec des pouvoirs et des contre-pouvoirs. Du point de vue de l’égalité, de l’impartialité, de la représentativité, de l’inclusivité. Tous les citoyens sont égaux face à la probabilité d’être tiré au sort, alors que tout le monde n’a pas la même chance d’être élu. Il y a aussi une égalité dans la délibération et le temps de parole, sans minorité ni majorité. L’Assemblée nationale ou le Sénat comptent beaucoup d’avocats et de médecins mais aucun ouvrier, peu de personnes issues des minorités et moins de femmes. L’élection ne garantit pas non plus la compétence : les députés doivent voter sur tous les sujets, de l’éducation à la politique économique ou agricole. De leur côté, les tirés au sort admettent ne pas tout connaître, donc ils sont beaucoup plus réceptifs aux arguments qu’ils entendent. Ils peuvent changer d’avis, n’étant pas positionnés a priori sur telle ou telle proposition pour suivre les consignes d’un parti. Les membres des assemblées citoyennes ont généralement un nombre restreint de sujets à traiter, ils sont formés aux enjeux et peuvent donc rapidement acquérir de l’expertise.

### Comité de gouvernance

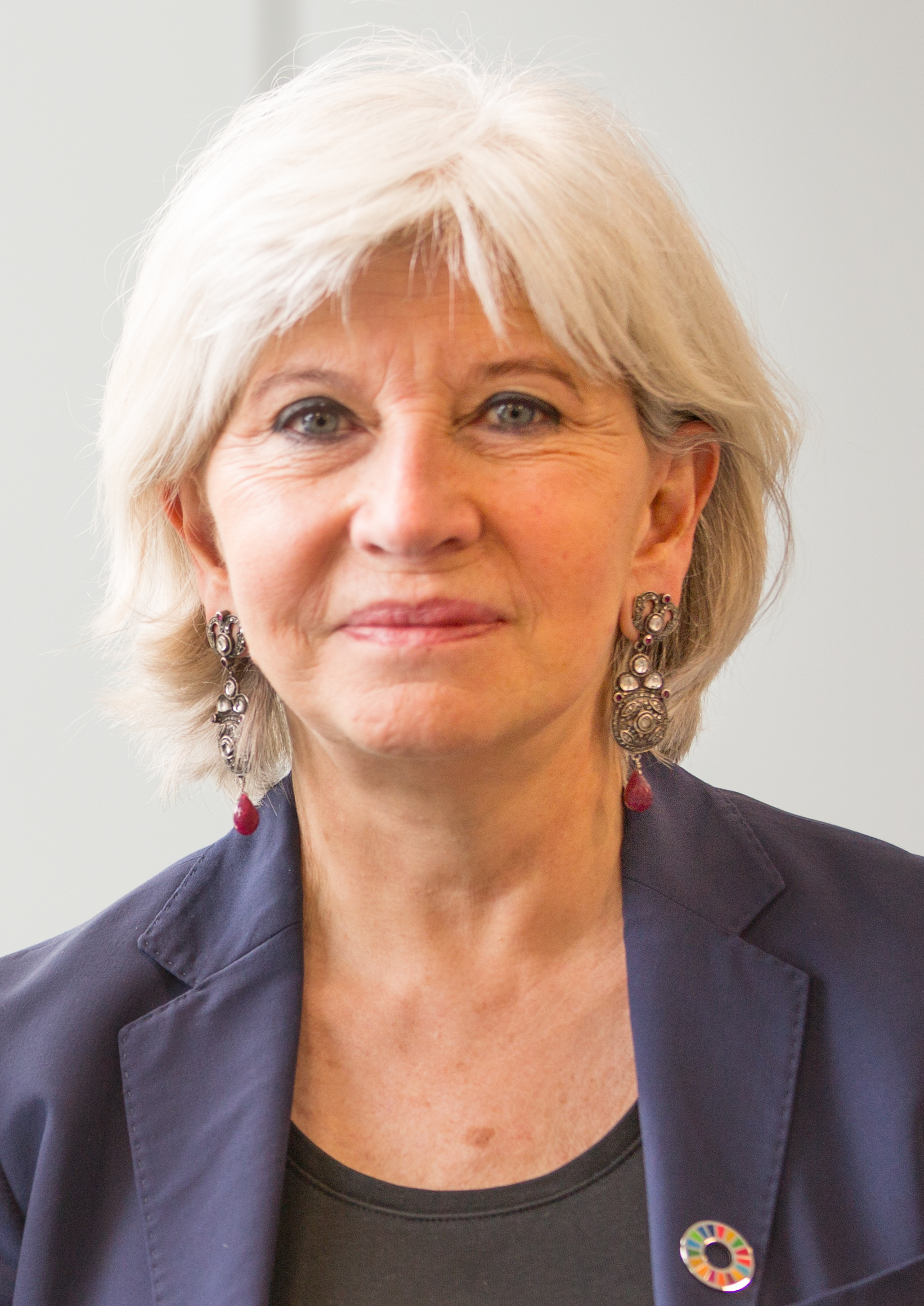
Laurence Tubiana, coprésidente du comité de gouvernance.

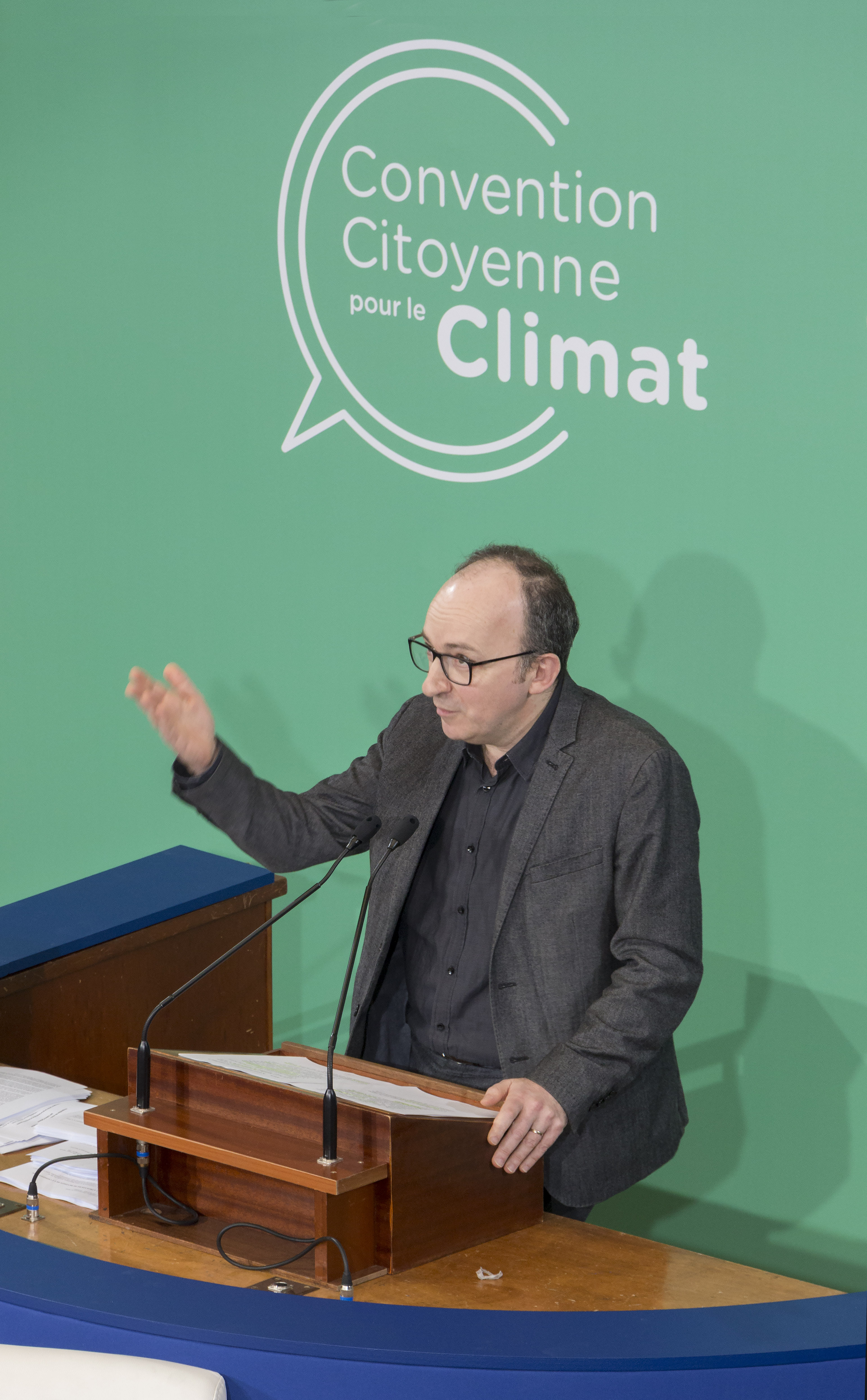
Thierry Pech, coprésident du comité de gouvernance.

Un comité de gouvernance est animé par le Conseil économique, social et environnemental (Cese). Il associe le ministère de la Transition écologique et solidaire, ainsi que des personnalités qualifiées. Ce comité est chargé d'élaborer le programme de travail et de veiller à sa mise en œuvre. Ce comité de gouvernance comprend également 2 "conventionnels" tirés au sort parmi les 150, avec un roulement entre chaque session (soit 12 "conventionnels" membres du comité de gouvernance et 12 suppléants).
Il est composé de deux coprésidents : 
- Thierry Pech, directeur général de Terra Nova,
- Laurence Tubiana, présidente directrice générale de la Fondation européenne pour le climat, négociatrice de l'accord de Paris sur le climat.

Julien Blanchet, vice-président du Conseil économique, social et environnemental (Cese), est également le rapporteur général du Comité de gouvernance.
Le comité rassemble en outre 12 personnalités qualifiées :
- trois experts du climat, 
  - Jean Jouzel, climatologue, membre de l’Académie des sciences et conseiller au CESE ;
  - Anne-Marie Ducroux, présidente de la section de l’environnement du CESE ;
  - Michel Colombier, cofondateur et directeur scientifique de l’Institut du développement durable et des relations internationales.
- trois experts de la démocratie participative, 
  - Mathilde Imer[36], ancienne coprésidente de l’association Démocratie ouverte ;
  - Loïc Blondiaux, professeur de science politique et membre du conseil scientifique du groupement d’intérêt scientifique « Démocratie et Participation » du CNRS ;
  - Jean-Michel Fourniau, sociologue, président du groupement d’intérêt scientifique « Démocratie et Participation » du CNRS.
- quatre experts du champ économique et social,
  - Jean Grosset, questeur du CESE et directeur de l’observatoire du dialogue social de la Fondation Jean Jaurès ;
  - Dominique Gillier, vice-président du CESE et chargé de mission à la prospective à la CFDT ;
  - Marie-Claire Martel, présidente de la Coordination des fédérations et associations de cultures (COFAC) et conseillère au CESE ;
  - Catherine Tissot-Colle, directrice de la communication et du développement durable d’Eramet et conseillère au CESE.
- deux experts du ministère en matière de climat et de processus participatifs[37],
  - Léo Cohen, ancien collaborateur politique au sein du ministère de la Transition écologique et solidaire (février 2016 – mai 2017 puis septembre 2018 – juin 2019), notamment chargé du travail préparatoire au lancement de la Convention citoyenne auprès de François de Rugy, ministre de la Transition écologique et solidaire ;
  - Ophélie Risler, cheffe du département « Lutte contre l’effet de serre » de la Direction générale de l’énergie et du climat du ministère de la Transition écologique et solidaire.

« Saisi par ailleurs d'une question de déontologie à propos de l'un des membres du comité de gouvernance, le collège des garants a alerté ses coprésidents ce qui a donné lieu à un examen de la situation. Le collège a estimé qu'il n'y avait pas, en l'espèce, de conflit d'intérêts de nature à compromettre l'impartialité des travaux de la convention. »

### Collège des garants

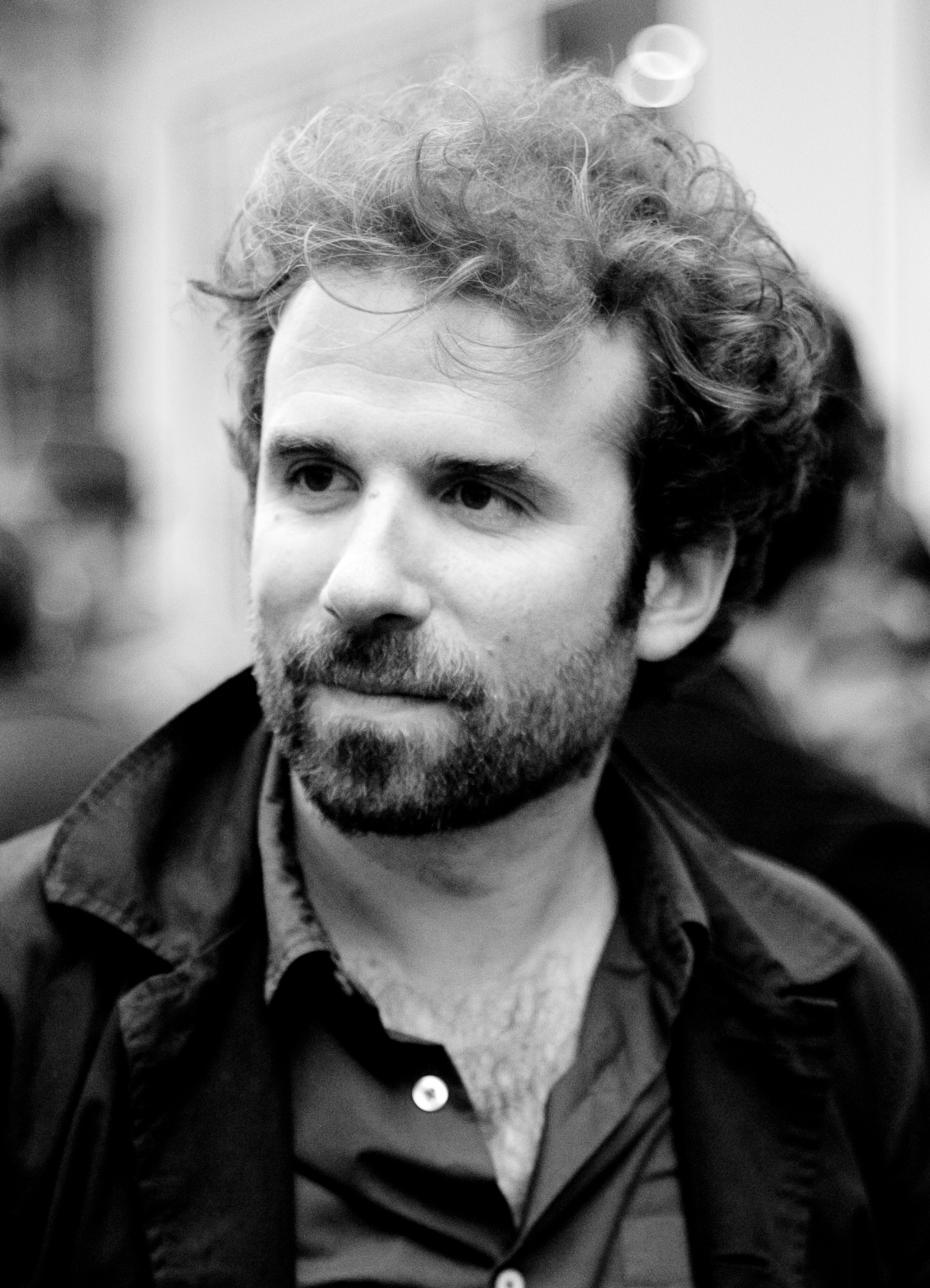
Cyril Dion, membre du collège des garants.

Un comité des garants veille au respect des règles d'indépendance et de déontologie du processus. Le comité des garants est composé de trois personnalités nommées par le président du CESE, le président du Sénat et le président de l'Assemblée nationale.
- Cyril Dion, cofondateur du Mouvement Colibris, coréalisateur du documentaire Demain[38] et l'un des principaux promoteurs de la Convention citoyenne pour le climat auprès d'Emmanuel Macron ;
- Anne Frago, directrice du service Culture et questions sociales de l'Assemblée nationale[38] ;
- Michèle Kadi, directrice générale honoraire des services du Sénat[38],[39]

### Groupe d'appui et comité légistique
Un groupe d'appui, composé de 14 experts, est constitué fin-novembre pour conseiller les membres de la Convention dans l’exploration des pistes de travail et l’élaboration des propositions de mesures des membres de la Convention. Ce groupe est formé par le comité de gouvernance. Selon le chercheur Dimitri Courant, il est « constitué d’experts sélectionnés sans critères clairs et qui avaient accès aux tirés au sort de façon quasi permanente à partir de la quatrième session », ce qui a conduit certains citoyens à « consulter des experts externes afin de ne pas être dépendants du seul avis des membres du groupe d’appui, voire de leur opposer une opinion contraire, bénéficiant du « prestige » de l’expert externe ». Selon Le Monde, les experts du groupe d'appui « sont parfois allés jusqu’à orienter les débats », « pour s’assurer que les citoyens ne ratent pas un sujet » selon Benoît Léguet, l’un des membres du groupe d’appui.
Un comité légistique a également été formé : composé de six juristes, celui-ci a été chargé d'aider les membres de la Convention dans le travail de transcription légistique de leurs mesures.

### Plateforme de contribution publique
Une plateforme de contribution est accessible en ligne. Elle permet à toute personne ou organisation déclarée d'adresser des propositions aux groupes thématiques de la Convention. Cette plateforme est accessible sur le site officiel de la Convention. En tout, une personne peut rédiger une vingtaine de propositions.

## Activité

### Travaux de la convention (octobre 2019 - juin 2020)

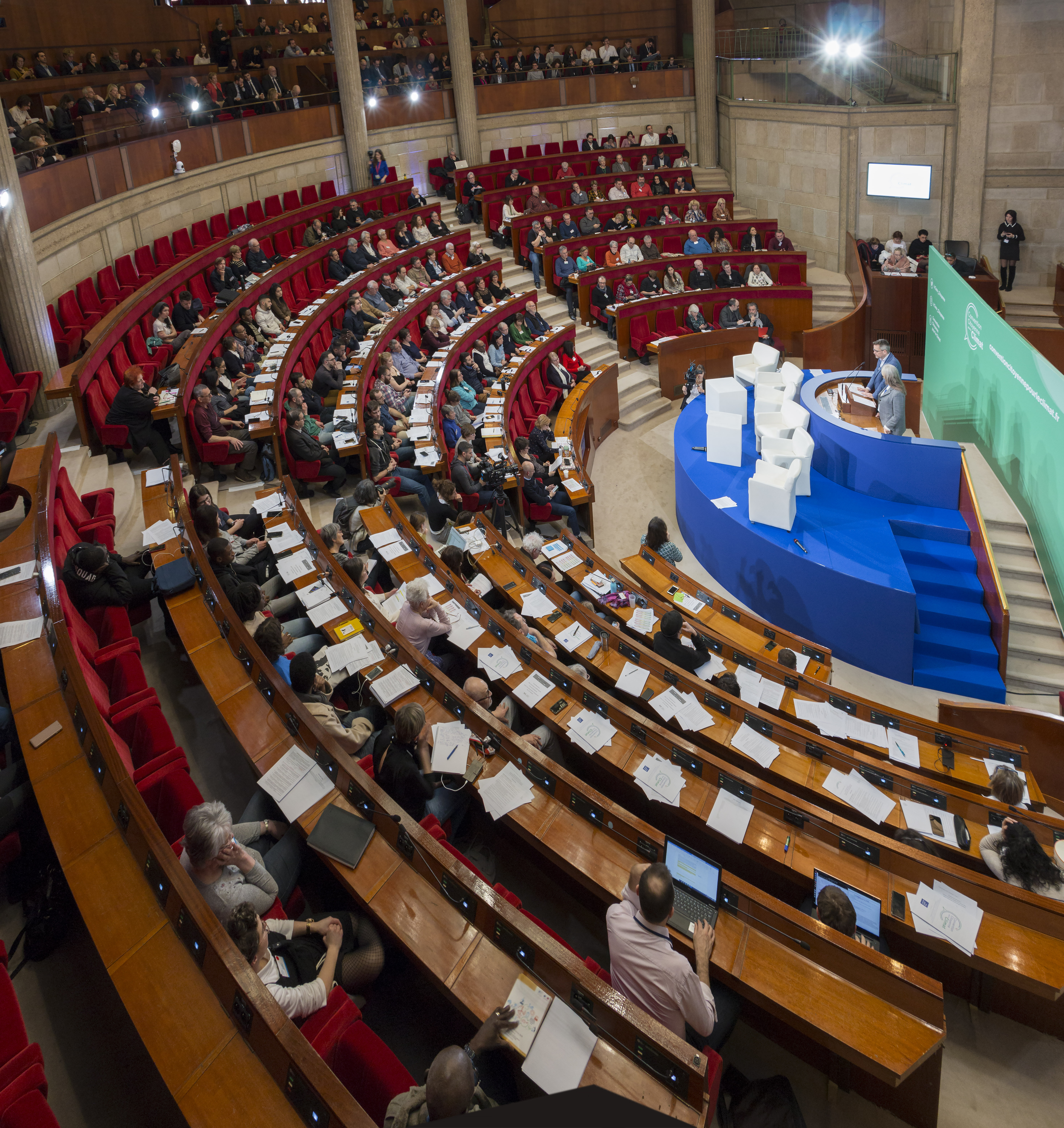
Hémicycle du palais d'Iéna lors de la 5e session.

Les travaux de la convention durent six mois. Initialement prévus en juillet 2019, les travaux commencent le 4 octobre 2019 et sont prévus pour six week-ends pour une fin en janvier 2020. À la demande des citoyens de la convention et en raison des grèves des transports en commun, la convention est étendue à sept week-ends et la période étalée jusqu'au 4 avril 2020. Ils auditionnent des experts sur le climat, des économistes, des associations, des acteurs économiques, sociaux. Les "conventionnels" sont aidés par des vérificateurs de faits, réunis par l'Ademe ou le Haut Conseil pour le climat, qui répondent à leurs questions sur les effets de leurs propositions sur les émissions de gaz à effet de serre ou leurs coûts. Un comité de juristes permet la mise en forme. Ils formulent des propositions qui sont soumises, sans filtre, soit au vote du Parlement, soit à référendum, ou qui sont directement appliquées par mesures réglementaires.
Transparence des débats : une large partie des travaux, environ 102 heures, sont filmés et disponibles sur le site de la convention. Certains ateliers sont à huis clos et ne sont pas diffusés. Aucune diffusion n'a eu lieu lors de la session 6 ni lors de la session extraordinaire. Des petits reportages et interviews des participants sont également accessibles pour chaque session. Le sujet de la transparence est contrôlé par le collège des garants : « Le collège des garants tient à rappeler que la transparence des débats est assurée par la retransmission des débats sur le site Internet de la convention. »

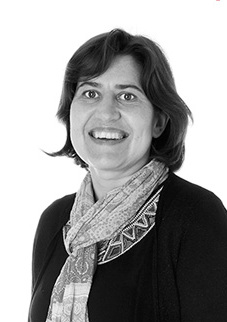
Valérie Masson-Delmotte.

Les deux premières sessions se déroulent en octobre 2019. Elles sont consacrées à la prise de contact et à la formation,. Le comité de gouvernance fournit à l'assemblée un socle d’informations sur le réchauffement climatique ainsi que sur l’état des politiques publiques menées jusqu’à présent et sur la stratégie bas carbone du Gouvernement. Ce socle particulièrement détaillé est alimenté par le Haut Conseil pour le climat, le ministère de la Transition écologique et solidaire, le Conseil économique, social et environnemental, la Fondation pour la nature et l'Homme, le réseau Action Climat, le cabinet de conseil Carbone 4, et les conseils académiques à la vie lycéenne. Les membres de la convention ont également reçu un document synthétique d’une vingtaine de pages contenant aussi une présentation des obstacles à la lutte contre le réchauffement climatique. Le comité de gouvernance a invité de nombreux experts, sur une base de pluralisme, dont Valérie Masson-Delmotte, coprésidente du GIEC. Les "conventionnels" ont également convié d'autres intervenants, dont Emmanuel Macron, Nicolas Hulot ou encore Priscillia Ludosky.
Les sessions 3 à 5, en novembre 2019, janvier et février 2020 sont consacrées à l’identification des solutions,,. Emmanuel Macron se rend à la Convention citoyenne pour le climat le 10 janvier 2020 à une réunion où il échange avec les membres de la Convention. La session 6, du 7 au 8 mars 2020, permet de valider les mesures préparées par les groupes thématiques en plénière, finaliser et valider les mesures préparées par l'escouade, valider les différentes parties de la rédaction du livrable final par les groupes thématiques.
Une session extraordinaire se tient les 3 et 4 avril 2020 : dans le cadre de leur mandat, les membres de la Convention citoyenne ont évoqué les conséquences économiques et sociales de la pandémie de Covid-19 en France, fait un point d’étape sur leurs travaux et débattu « des tenants et aboutissants d’un plan de sortie de crise et des enjeux climatiques et sociaux qui y sont liés ». Cette session extraordinaire restreinte à deux journées s’est tenue à distance via Internet en raison du confinement. Au terme de cette sessions sont publiés :
- des recommandations sur la future sortie de l’épidémie Covid-19[59],[60] : les "conventionnels" s’expriment en faveur d’une sortie de crise « qui ne soit pas réalisée au détriment du climat, de l’humain et de la biodiversité [et] qui prépare à un modèle économique et sociétal différent, plus humain et plus résilient ». Par ailleurs, ils demandent au Gouvernement que « les financements mobilisés dans le cadre de la sortie de crise soient socialement acceptables, fléchés vers des solutions vertes » ainsi qu’à ce que « les investissements se concentrent dans des secteurs d’avenir respectueux du climat ». Ils souhaitent aussi que « cette crise nous concerne tous et ne sera résolue que grâce à un effort commun, impliquant les citoyens dans la préparation et la prise de décision » [59].
- un premier aperçu de 50 propositions de mesures[61]. Ces propositions ne sont pas rendues publiques car n’ayant pas été votées, ni finalisées par la Convention[61].

La dernière session se tient les 19, 20 et 21 juin 2020. Le dernier jour, les 150 membres votent pour chacune des propositions, une seule est rejetée. Un autre vote désigne les proposions pour lesquelles un référendum est proposé, trois sont retenues.
Le 19 juin 2020, un jeu de données au fichier XML intitulé Les 150 propositions de la Convention Citoyenne pour le Climat, regroupant les 150 propositions, est publié sur le site data.gouv.fr. Cette démarche est à l'initiative et sous la responsabilité de David Libeau.
Le 26 juin 2020, un document exhaustif, Les Propositions de la Convention citoyenne pour le climat, est rendu public sur le site de la Convention sous la forme d'un document de 460 pages.

### Groupes thématiques
Le dimanche 6 octobre 2019, les membres de la Convention se répartissent en cinq groupes thématiques reflétant la diversité des changements sociaux devant être menés pour accomplir les objectifs de la Convention. Ces cinq groupes sont intitulés :
- « Se nourrir » (alimentation et agriculture) ;
- « Se loger » (habitat et logement) ;
- « Travailler et produire » (emploi et industrie) ;
- « Se déplacer » (aménagement et transports) ;
- « Consommer » (modes de vie et de consommation).

### Experts auditionnés
La liste des experts auditionnés par la Convention est rendue publique. La plupart des 140 experts auditionnés au total l'ont été à la demande des membres de la Convention. Selon Thierry Pech, coprésident du comité de gouvernance, « les expertises étaient variées et aucun expert n’est sorti de son rôle » : « Ils n’ont ni orienté ni porté de jugement normatif sur les propositions des citoyens qui pouvaient être faites ».
Contexte indique que la sélection des experts « s’est faite souvent dans l’urgence, en fonction des disponibilités de chacun et au terme d’un processus peu transparent », ce qui « conduit à une surreprésentation de certains organismes, à commencer par les membres du Conseil économique, social et environnemental (Cese), présents dans nombre de panels (7 intervenants sur 38 lors de la séance de travail du 16 novembre). Les ONG sont également davantage sollicitées que les représentants du monde économique ». Selon le chercheur Dimitri Courant, « le comité de gouvernance, qui a à la fois organisé les débats et proposé des noms d’experts, avait travaillé avec certains d’entre eux ».
Le Monde indique que « peu de débats contradictoires ont été organisés », que les experts du groupe d'appui ont eu une influence plus grande que les autres experts et que « de nombreux citoyens se sont documentés entre les sessions et ont rencontré leurs élus, des associations et des entreprises ».
Selon le chercheur Dimitri Courant, « l’aspect contradictoire des débats est plus difficilement perceptible » au sein de la Convention citoyenne pour le climat qu'au sein de l'Assemblée des citoyens ayant préparé le référendum constitutionnel irlandais de 2018 sur l'accès à l'avortement : « d’une part, car le changement climatique est une « question ouverte », plus complexe que des réponses en « pour » ou « contre » ; d’autre part, car les interventions des experts et groupes d’intérêts, bien que divers, n’ont pas été organisées pour créer du contradictoire. Ainsi, aucun débat entre intervenants n’a donné à voir le conflit entre les opposants et les partisans de la croissance ou de la réduction du temps de travail ».

#### Groupe «Se nourrir»
- Sébastien Treyer, directeur général de l’Institut du développement durable et des relations internationales ;
- Olivier Dauger, élu de la Fédération nationale des syndicats d'exploitants agricoles chargé des dossiers climat et énergie ;
- Laure Ducos, chargée de campagne agriculture et alimentation de Greenpeace ;
- Samuel Leré, responsable du plaidoyer de la Fondation Nicolas-Hulot pour la Nature et pour l’Homme ;
- Dominique Schelcher, président directeur général de Système U ;
- Julien Fosse, directeur adjoint au développement durable et numérique de France Stratégie ;
- Sophie Devienne, ingénieur agronome et professeur d'agriculture comparée et développement agricole à AgroParisTech ;
- Philippe Pointereau, directeur adjoint de Solagro.

#### Groupe «Se loger»
- José Claire, directeur du service villes et territoires durables (ADEME) ;
- Philippe Pelletier, président du Plan Bâtiment durable ;
- Loïc Chapeaux, directeur des affaires économiques, financières et internationales de la Fédération française du bâtiment ;
- Manuel Domergue, délégué général adjoint de la Fondation Abbé-Pierre pour le logement des défavorisés ;
- Christine Leconte, présidente de l’ordre des architectes d’Île-de-France ;
- Vincent Legrand, directeur du Dispositif opérationnel de rénovation énergétique des maisons individuelles (DOREMI) ;
- Dominique Gauzin-Müller, architecte, professeur, cofondatrice de l’association Frugalité heureuse et créative ;
- Valérie Mancret-Taylor, directrice de l’Agence nationale de l’habitat ;
- Jean-Philippe Ruggieri, directeur général de Nexity ;
- Olivier Sidler, fondateur et directeur d’Enertech.

#### Groupe «Travailler Produire»
- Fabrice Boissier, directeur général délégué de l’ADEME ;
- Marie-Claire Cailletaud, ingénieur et présidente du groupe de la Confédération générale du travail (CGT) au Conseil économique, social et environnemental ;
- Éric Chevée, chef d’entreprise en Eure-et-Loir et vice-président chargé des affaires sociales de la Confédération des petites et moyennes entreprises (CPME) ;
- Alain Mestre, directeur de mission à Syndex ;
- Xavier Timbeau, directeur de l’Observatoire français des conjonctures économiques (OFCE) ;
- Emmanuel Combet, service Économie et Prospective de l’ADEME ;
- Jean-Charles Hourcade, directeur du Centre international de recherche sur l'environnement et le développement ;
- Emmanuel Rauzier, spécialiste de la prospective industrielle ;
- Gilles Vermot-Desroches, directeur RSE de Schneider Electric.

#### Groupe «Se déplacer»
- Bruno Duchemin, membre du Conseil économique, social et environnemental et auteur de l’avis « Avant-projet de loi sur les mobilités » ;
- Louis Gallois, président du Conseil de surveillance de Peugeot ;
- Priscillia Ludosky, une des premières figures du mouvement des Gilets jaunes, membre du collectif des Gilets citoyens et initiatrice de la pétition « Pour une baisse des prix des carburants à la pompe » ;
- Mathieu Saujot, chercheur sur les modes de vie en transition à l‘Institut du développement durable et des relations internationales.

#### Groupe «Consommer»
- Pascal Dupuis, Chef du service de l’économie, de l’évaluation et de l’intégration du développement durable au Commissariat général du développement durable ;
- François Carlier, Délégué général de Consommation Logement Cadre de vie (CLCV) ;
- Alma Dufour, Chargée de campagne modes de production et de consommations responsables des Amis de la Terre ;
- Solange Martin, Sociologue du service économie et prospective (ADEME) ;
- Marguerite Des Gayets, consultante du cabinet Auxilia ;
- Thierry Libaert, conseiller du Comité économique et social européen et chargé de la mission ministérielle sur les aspects européens de la consommation durable dans le cadre de la feuille de route économie circulaire du gouvernement français ;
- Albert Ritzenthaler, conseiller du Conseil économique, social et environnemental et auteur du rapport « Les circuits de distribution des produits alimentaires ».

### Évaluation de l'impact des mesures
L'institut I4CE, mandaté par la Convention, évalue le coût des mesures à 6 milliards par an, avec 11 milliards dédiés à la rénovation énergétique globale des bâtiments, 2 milliards au développement du ferroviaire, les 7 milliards de gain provenant des entreprises, du secteur aérien et automobile. I4CE indique que ces montants « restent dans l’ordre de grandeur d’autres décisions budgétaires prises par l’État », rappelant que « la suppression de la taxe d’habitation a coûté 16 milliards par an à l’État ».
Selon les chercheurs Claire Mellier et Rich Wilson, « le potentiel des mesures de la CCC pour parvenir à une réduction de 40 % des émissions de gaz à effet de serre d'ici 2030 n'a pas été évalué de manière exhaustive. Seules des estimations approximatives de l'impact (faible, moyen et élevé) de chaque mesure ont été fournies aux citoyens, sans évaluation de leur impact combiné. Le groupe d'experts a rassemblé ces estimations et les a envoyées aux citoyens quelques jours seulement avant le vote lors de la session finale ».

### Validation par le collège des garants
Au terme de l'ensemble des sessions, le collège des garants rendent un avis favorable sur le bon déroulement des votes et la validité des scrutins :
« Au terme de la convention, le collège des garants prend acte de la bonne tenue globale de cette première expérience de convention citoyenne. Les garants sont intervenus au cours de cette session pour garantir le bon déroulement des votes et la validité des scrutins et se sont félicités que les citoyens aient pu bénéficier d’un temps  supplémentaire  pour se  prononcer  sur  les  sujets  qu’ils  souhaitaient  soumettre  au référendum. »

## Propositions
Les 149 propositions sont regroupées en cinq thématiques, en familles d’objectifs (en gras dans le tableau ci-dessous) et objectifs. Le rapport indique le résultat du vote pour chaque objectif, par exemple, l’objectif favoriser une production plus responsable est approuvé à 97,2 %. Le rapport final est lui-même approuvé à 95%.

### Consommer
| Objectifs | Propositions |
| --- | --- |
| Créer une obligation d'affichage de l'impact carbone des produits et service                                      | - Développer puis mettre en place un score carbone sur tous les produits de consommation et les services - Rendre obligatoire l'affichage des émissions de gaz à effet de serre dans les commerces et lieux de consommation ainsi que dans les publicités pour les marques |
| Réguler la publicité pour réduire les incitations à la surconsommation                                            | - Interdire la publicité des produits les plus émetteurs de GES, sur tous les supports - Réguler la publicité pour limiter les incitations quotidiennes et non choisies à la consommation - Interdire la distribution de publicités dans les boîtes aux lettres. - Mettre en place des mentions pour inciter à moins consommer |
| Limiter le suremballage et l'utilisation du plastique à usage unique                                              | - Mettre en place progressivement une obligation du vrac dans tous les magasins et l'imposition d'un pourcentage aux centrales d’achat - Mettre en place progressivement un système de consigne de verre jusqu'à une mise en place généralisée en 2025 - Favoriser le développement des emballages biosourcés compostables - Remplacer une part de la taxe d'enlèvement des ordures ménagères (TEOM) par des modalités favorisant les comportements écoresponsables |
| Faire de l'éducation de la formation et de la sensibilisation des leviers d'action de la consommation responsable | - Modifier le code de l'éducation pour une généralisation de l'éducation à l'environnement et au développement durable (EEDD) - Renforcer les modalités d’éducation à l’environnement et au développement durable par la création d’une matière nouvelle générale, parallèlement au développement d’une action globale au sein des établissements scolaires - Sensibiliser la population en reliant compréhension de l'urgence climatique et passage à l'action     |
| Assurer une meilleure application des politiques publiques environnementales et les évaluer                       | - Contrôler et sanctionner plus efficacement les atteintes aux règles en matière environnementale - Renforcer et centraliser l'évaluation et le suivi des politiques publiques en matière environnementale |

### Produire et travailler
| Objectifs | Propositions |
| --- | --- |
| Transformer l'outil de production Favoriser une production plus responsable, développer les filières de réparation, de recyclage et de gestion des déchets                                                    | - Augmenter la longévité des produits et réduire la pollution à la conception - Faire respecter la loi sur l'interdiction de l'obsolescence programmée - Rendre obligatoires la possibilité de réparation des produits manufacturés qui sont vendus en France, la disponibilité des pièces détachées d'origine pendant une durée définie. Mettre en place et à proximité des filières et ateliers de réparation, et rendre accessibles les services après-vente - Rendre obligatoire le recyclage de tous les objets en plastique dès 2023, supprimer tous les plastiques à usage unique dès 2023, développer le recyclage des autres matières - Durcir et appliquer la réglementation sur la gestion des déchets |
| Développer et soutenir l'innovation de la transition | - D'ici à 2025, tout soutien à l'innovation doit s'inscrire dans une logique de sortie d'un modèle basé sur le carbone |
| Organiser et soutenir le financement de la transformation de l'outil de production des entreprises dans le cadre de la transition écologique                                                                  | - Réglementer l'utilisation de l'épargne gérée par la Caisse des dépôts et consignations et les banques pour financer des investissements verts - Les entreprises qui distribuent plus de 10 millions d'euros de dividendes annuels participeront à l'effort de financement collectif de la transition écologique, à hauteur de 4 % du montant des dividendes distribués, chaque année - Mettre en place les modalités de financement par loi ou décret avec un emprunt d'État dédié au financement de la transformation des entreprises |
| Transformer l'emploi | - Accompagner les salariés et les entreprises dans la transition - Créer une nouvelle gouvernance de la transition des emplois et compétences au niveau national et régional |
| Tracer l'impact des émissions, renforcer les obligations relatives aux exigences environnementales et conditionner les financements selon des critères verts Ajouter un bilan carbone dans le bilan comptable | - Annualiser le reporting et l'étendre à toutes les organisations - Élargir le périmètre de reporting au secteur financier, renforcer les obligations de rapportage au secteur de la finance - Bonus pour les entreprises ayant une évolution positive. Conditionner les aides publiques à l'évolution positive du bilan gaz à effet de serre |
| Renforcer les clauses environnementales dans les marchés publics | - Renforcer les clauses environnementales dans les marchés publics |
| Protection des écosystèmes et de la biodiversité | - Création de Cours départementales de l'environnement et des travaux publics et privés en vue d'encadrer l'activité d'exploitations polluantes - Traiter la « nocivité » — OGM et principe de précaution — prévention - Traitement des déchets et des produits - Traitement des eaux - Exploitation et gestion des forêts - Moratoire sur l'exploitation industrielle minière en Guyane - Prévention des espaces aquatiques et modification de leur exploitation |
| Mieux prendre en compte les émissions de GES liées aux importations dans les politiques européennes | - Ajustement carbone aux frontières de l'UE et prise en compte des enjeux de redistribution pour éviter de peser sur les ménages les moins favorisés |
| Encourager la sobriété énergétique Production, stockage et redistribution d'énergie pour et par tous | - Amélioration de la gouvernance territoriale / régionale - Participation des citoyens, entreprises locales, associations locales et collectivités locales aux projets énergie renouvelable - Développer l'autoconsommation |
| Accompagner l'évolution du numérique pour réduire ses impacts environnementaux | - Accompagner l'évolution du numérique pour réduire ses impacts environnementaux |

### Se déplacer
| Objectifs | Propositions |
| --- | --- |
| Modifier l'utilisation de la voiture individuelle Développer les autres modes de transport                                                | - Inciter à utiliser des moyens de transport doux ou partagés, notamment pour les trajets domicile-travail, en généralisant le forfait de mobilité durable - Réduire les incitations à l'utilisation de la voiture en réformant le système d'indemnité kilométrique de l'impôt sur le revenu - Inciter à utiliser des moyens de transport doux ou partagés |
| Aménager les voies publiques pour permettre de nouvelles habitudes de déplacement                                                         | - Créer des parkings relais - Interdire les centres-villes pour les véhicules les plus émetteurs de gaz à effet de serre - Augmenter les montants du Fonds Vélo de 50 à 200 millions d'euros par an pour financer des pistes cyclables - Généraliser les aménagements de voies réservées aux véhicules partagés et aux transports collectifs sur les autoroutes et voies rapides |
| Réduire les émissions de gaz à effet de serre sur les autoroutes et voies rapides                                                         | - Réduire la vitesse sur autoroute à 110 km/h maximum |
| Créer les conditions d'une retour fort à l'usage du train au-delà des voies à grande vitesse                                              | - Réduire la TVA sur les billets de train - Généraliser les mesures tarifaires attractives - Développer un plan d'investissement pour moderniser les infrastructures, les matériels roulants et les gares pour en faire des pôles multimodaux |
| Réduire les transports routiers de marchandises Réduire la circulation des poids lourds                                                   | - Développer les autoroutes de fret maritime (et fluvial), sur des trajets déterminés - Imposer un suivi régulier de la formation des chauffeurs à l'écoconduite - Imposer aux constructeurs de poids lourds d'adopter la même filière énergétique dans leur recherche et développement - Sortir progressivement des avantages fiscaux sur le gazole, en échange de compensations pour les transporteurs pour l'achat de poids lourds neufs plus propres - Inciter, par des obligations réglementaires et fiscales, au report partiel vers d'autres moyens de transport de marchandises moins émetteurs - Obliger les chargeurs à intégrer des clauses environnementales - Favoriser le transport de marchandises sur des circuits courts par une modulation de la TVA |
| Réduire à zéro les émissions des navires lors de leurs opérations dans les ports                                                          | - Interdire l'usage des moteurs polluants lors des arrêts dans les ports - Mettre à disposition les moyens d'alimenter en électricité les navires à quai pour permettre une réduction des émissions liées à l’usage des moteurs - Agir sur la réglementation internationale pour encadrer les émissions des gaz à effet de serre des navires |
| Aider à la transition vers un parc plus propre                                                                                            | - Augmenter le bonus pour les véhicules peu polluants - Renforcer fortement le malus sur les véhicules polluants et introduire le poids comme un des critères à prendre en compte - Interdire dès 2025 la commercialisation de véhicules neufs très émetteurs, les véhicules anciens pouvant continuer de circuler - Moduler les taxes sur les contrats d'assurance en fonction de l'émission de CO2 pour encourager les véhicules propres - Permettre l'accès à des véhicules propres en développant la location de longue durée - Proposer des prêts à taux zéro, avec la garantie de l'État, pour l'achat d'un véhicule peu émetteur - Créer des vignettes vertes à positionner sur les plaques d'immatriculation pour les véhicules les plus propres et donnant accès à des services particuliers - Prévoir un plan de formation pour les garagistes, et plus largement de la filière « pétrole », pour accompagner la transformation progressive du parc automobile |
| Mieux organiser les déplacements Mieux organiser les déplacements des salariés                                                            | - Renforcer les plans de mobilité en les rendant obligatoires pour les entreprises - Favoriser les plans interentreprises et intra-entreprise dans le cadre des plans de mobilité - Les autorités organisatrices de la mobilité peuvent aider à mettre en place ces plans de mobilité en accompagnant les entreprises - Favoriser des nouvelles modalités d'organisation du travail (Télétravail) |
| Mettre en place un portail unique permettant d'avoir toutes les informations sur les dispositifs et moyens de transport sur un territoire | - Mettre en place un portail unique permettant de savoir à tout moment quels sont les moyens et dispositifs existants sur un territoire pour se déplacer - Développer un projet d'unification des titres de transport ou de carte multimodale |
| Inclure des citoyens dans la gouvernance des mobilités                                                                                    | - Intégrer les citoyens aux autorités organisatrices de la mobilité à toutes les échelles |
| Limiter les effets du transport aérien | - Adopter une éco-contribution kilométrique - Organiser progressivement la fin du trafic aérien sur les vols intérieurs d'ici à 2025, uniquement sur les lignes où il existe une alternative bas carbone satisfaisante en prix et en temps - Interdire la construction de nouveaux aéroports et l'extension des aéroports existants - Taxer davantage le carburant pour l'aviation de loisirs - Promouvoir l'idée d'une éco-contribution européenne - Garantir que l'ensemble des émissions qui ne pourraient être éliminées soient intégralement compensées par des puits de carbone - Soutenir la R&D dans le développement d'une filière biocarburant pour les avions |

### Se loger
| Objectifs                                                        | Propositions |
| ---------------------------------------------------------------- | --- |
| Rendre obligatoire la rénovation énergétique d'ici à 2040        | - Contraindre les propriétaires occupants et bailleurs à rénover de manière globale d'ici à 2040 - Obliger le changement des chaudières au fioul et à charbon d'ici à 2030 dans le neuf et le rénové - Déployer un réseau harmonisé de guichets uniques - Système progressif d'aides avec prêts et subventions pour les plus démunis - Former les professionnels du bâtiment pour répondre à la demande de rénovation globale et assurer une transition de tous les corps de métiers du BTP vers des pratiques écoresponsables |
| Limiter de manière significative la consommation d'énergie       | - Contraindre les espaces publics et les bâtiments tertiaires à réduire leur consommation d'énergie - Inciter les particuliers à réduire leur consommation d’énergie - Inciter à limiter le recours au chauffage et à la climatisation dans les logements, les espaces ouverts au public et les bâtiments tertiaires |
| Lutter contre l'artificialisation des sols et l'étalement urbain | - Définir une enveloppe restrictive du nombre d'hectares maximum pouvant être artificialisés - Interdire toute artificialisation des terres tant que des réhabilitations ou friches commerciales sont possibles dans l'enveloppe urbaine existante - Prendre des mesures coercitives pour stopper les aménagements de zones commerciales périurbaines - Protéger les espaces naturels, les espaces agricoles périurbains et les forêts périurbaines. S'assurer d'une gestion durable des forêts - Faciliter les changements d'usage des terrains artificialisés non occupés - Faciliter les réquisitions de logements et bureaux vacants - Faciliter les reprises et réhabilitations des friches, notamment par la possibilité pour les communes d'exproprier les friches délaissées depuis 10 ans ou plus - Évaluer le potentiel de réversibilité des bâtiments avant toute démolition - Permettre la construction d'immeubles collectifs dans les zones pavillonnaires - Renforcer les contrôles du respect des obligations de protection des espaces et de limitation de consommation des terres non urbanisés, sanctionner pénalement les manquements - Sensibiliser à l'importance et l'intérêt de la ville plus compacte, et construire une nouvelle culture de l'habitat collectif - Financer les rénovations des logements dans les petites communes - Rendre les centres plus attractifs par la revitalisation des commerces et le maintien des écoles en milieu rural |

### Se nourrir
| Objectifs | Propositions |
| --- | --- |
| Garantir un système permettant une alimentation saine, durable, moins animale et plus végétale Engager la restauration collective vers des pratiques plus vertueuses | - Une prime pour les établissements leur permettant d'atteindre les objectifs de la loi Egalim - Proposer un bonus de 10 centimes par repas pour les petites cantines bio et locales pour les aider les trois premières années de leur transition - Créer un « observatoire de la restauration collective » - Mettre en place un organisme de contrôle pour assurer la bonne mise en œuvre de la loi Egalim - Encourager la réflexion pour réécrire l'arrêté du 30 septembre 2011 relatif à la qualité nutritionnelle des repas servis en restauration scolaire - Passer à un choix végétarien quotidien dans la restauration collective publique à partir de 2022 y compris dans la restauration collective à menu unique - Étendre les dispositions de la loi Egalim à la restauration collective privée à partir de 2025 - Étendre la liste des produits éligibles aux 50 % définis par la loi aux agriculteurs en transition vers le bio, et aux produits à faible coût environnemental - Aider à la structuration des filières afin qu'elles arrivent à faire reconnaître des produits de qualité |
| Rendre les négociations tripartites plus transparentes et plus justes pour les agriculteurs                                                                          | - Assurer la présence de la direction générale de la Concurrence, de la Consommation et de la Répression des fraudes dans les négociations, rendre la méthode obligatoire pour toutes les filières et organiser des rendez-vous réguliers à l'échelle des interprofessions, obliger à la transparence, les entreprises agroalimentaires et les centrales d'achats |
| Développer les circuits courts | - Utiliser le levier de la commande publique pour valoriser les produits issus de circuits courts, locaux et à faible coût environnemental |
| Poursuivre les efforts sur la réduction du gaspillage alimentaire en restauration collective et au niveau individuel                                                 | - Poursuivre les efforts dans la restauration collective |
| Faire muter notre agriculture pour en faire une agriculture faiblement émettrice de GES Développer les pratiques agroécologiques                                     | - Atteindre 50 % d'exploitations en agroécologie en 2040 - Inscription dans la loi et le PSN : « Développer l'agriculture biologique » - Augmenter la taxe générale sur les activités polluantes (TGAP) sur les engrais azotés - Diminution de l'usage des pesticides, avec une interdiction des produits CMR, et une diminution de l'usage des produits phytopharmaceutiques de 50 % d'ici à 2025. Interdire les pesticides les plus dommageables pour l'environnement en 2035. - Inscription dans la loi et le plan stratégique national (PSN) : « Aider à la structuration de la filière des protéagineux », « Aider au maintien des prairies permanentes », « Interdire le financement d'implantation de nouveaux élevages qui ne respectent pas les conditions d'agroécologie et de faibles émissions de gaz à effet de serre » - Inscription dans la loi et le PSN : Aider au maintien des prairies permanentes - Inscription dans la loi et le PSN : Interdire le financement d'implantation de nouveaux élevages qui ne respectent pas les conditions d'agroécologie et de faibles émissions de gaz à effet de serre, accompagner les éleveurs vers une restructuration de leurs cheptels pour améliorer la qualité de production |
| Réformer l'enseignement et la formation agricole | - Réformer l'enseignement et la formation agricole |
| Tenir une position ambitieuse de la France pour la négociation de la Politique agricole commune                                                                      | - Transformer l'attribution des aides à l'hectare vers des aides à l'actif agricole - Mettre en place un mécanisme de suivi de l'atteinte de la performance climat du plan stratégique national |
| La PAC comme levier de transformation au niveau national | - Mettre en place un mécanisme de suivi et d’évaluation de l'atteinte de la performance climat du Plan Stratégique National (PSN) - Mettre en compatibilité le Plan Stratégique National avec la stratégie nationale bas carbone, la stratégie nationale pour la biodiversité, le plan national santé-environnement, la stratégie nationale de lutte contre la déforestation importée - Intégrer les dispositions concernant le développement de l'agroécologie au plan stratégique national |
| Inciter à une pêche à faible émission de GES | - Améliorer la connaissance des poissons pour mieux définir les quotas et éviter la surpêche - Poursuivre les efforts de limitation de la pêche dans les zones et pour les stocks fragiles, et affermir les contrôles sur l'interdiction de la pêche en eau profonde - Développer les fermes aquacoles raisonnées et respectueuses de l'environnement - Protéger la capacité des océans à stocker du carbone - Diminuer les émissions de gaz à effet de serre dues à la pêche et au transport maritime en poursuivant la modernisation de la flotte de bateaux |
| Réfléchir sur un modèle de politique commerciale soucieuse d'encourager une alimentation saine et une agriculture faible en émissions de GES                         | - Renégocier l'Accord économique et commercial global (CETA) au niveau européen pour y intégrer les objectifs climatiques de l'Accord de Paris sur le climat - Demander au Gouvernement de défendre une certaine politique commerciale européenne : inscrire le principe de précaution dans les accords, inscrire le respect des engagements de l'accord de Paris comme objectifs contraignants - Demander au Gouvernement de défendre certaines positions auprès de l'Organisation mondiale du commerce : prendre en considération les accords de Paris dans les négociations, sanctionner les États récalcitrants, inclure les clauses environnementales dans les négociations |
| Rendre obligatoire d'informer et former les (futurs) citoyens sur l'alimentation Mieux informer le consommateur                                                      | - Mieux informer le consommateur en renforçant la communication autour du PNNS (plan national nutrition santé) et réformer le PNNS en PNNSC (programme national nutrition santé climat) - Interdire la publicité sur les produits proscrits par le PNNS - Concevoir une solidarité nationale pour permettre aux ménages modestes d'avoir accès à une alimentation durable |
| Réformer le fonctionnement des labels | - Réformer les labels en supprimant les labels privés et en mettant en place un label pour les produits issus de l'agriculture agroécologique |
| Mettre l'éthique au cœur de notre alimentation : réglementer la production, l'importation et l'usage et des auxiliaires techniques et additifs alimentaires          | - Informer les consommateurs du degré de transformation des produits, notamment via un étiquetage obligatoire et la mise en place d'une charte éthique agroalimentaire, informer rapidement et de manière obligatoire sur les accidents alimentaires - Interdire l'importation des produits qui font usage d'auxiliaires technologiques proscrits par l'Union européenne - Interdire progressivement l'usage des auxiliaires de production et des additifs alimentaires sous cinq ans - Taxer les aliments ultratransformés à forte empreinte carbone et faible apport nutritionnel - Mettre en place des chèques alimentaires pour les plus démunis à utiliser dans les associations pour le maintien d'une agriculture paysanne ou pour des produits bio |
| Sauvegarder les écosystèmes en légiférant sur le crime d'écocide (soumis à référendum)                                                                               | - Adopter une loi qui pénalise le crime d'écocide pour sauvegarder les écosystèmes. |

### Constitution
Relevant les propositions d'ordre constitutionnel émises par la Convention, les juristes  relèvent que « c'est [...] la première fois, sous la Ve République, que l’organisation d’une révision constitutionnelle est envisagée, comme faisant suite à une proposition citoyenne ». Elle souligne que « la reformulation de l’article 1er proposée par la Convention citoyenne va plus loin que les précédentes tentatives de révision du texte, en exigeant expressément une obligation d’action de la part de l’État, qui devrait à présent garantir la préservation de la biodiversité et de l’environnement et lutter contre le dérèglement climatique. L’insertion dans le texte même de la Constitution d’une obligation de faire à la charge des pouvoirs publics ferait donc évoluer substantiellement l’engagement de la France pour la préservation de l’environnement ».
| Objectifs | Propositions |
| --- | --- |
| Réviser la Constitution (soumis à référendum)                                                                   | - Ajout d’un nouveau deuxième alinéa au préambule : « La conciliation des droits, libertés et principes qui en résultent ne saurait compromettre la préservation de l’environnement, patrimoine commun de l’humanité. » - Ajout d’un troisième alinéa nouveau à l’article 1er : « La République garantit la préservation de la biodiversité, de l’environnement et lutte contre le dérèglement climatique. » |
| Axes de réflexion                                                                                               | |
| Renforcer le contrôle des politiques environnementales Réforme du Conseil économique, social et environnemental | |

### Financement
Bien que la CCC ait identifié des pistes de financement pour certaines mesures, elle n'avait pas la responsabilité de financer ou de mettre en œuvre ces propositions.

## Transpositions législatives et réglementaires

### Bilan
L’association « Les 150 » — coprésidée par les membres de la Convention Grégoire Fraty et Muriel Pivard et créée le 21 juin 2020, jour de remise des propositions au Gouvernement Borne pour assurer le suivi de leur travail — publie le 1er juillet 2020 un communiqué de presse indiquant qu’ils se tiennent « prêts à travailler avec le Gouvernement, les parlementaires et la société civile, pour faire avancer leurs propositions, […] à continuer notre engagement collectif, qui dure depuis plus de 9 mois, pour accompagner ces mesures […] et prêts à alerter le cas échéant ». Mediapart indique en décembre 2020 que « sur les 150 personnes tirées au sort, seule une moitié continue de suivre l’avancée des travaux, selon plusieurs participants. Certains par conviction, d’autres à cause d’obligations professionnelles. Les citoyens ne sont plus payés pour participer aux réunions. Le seul moyen d’assister aux échanges, c’est de prendre des jours de vacances ou de s’organiser en rattrapant leurs heures quand ils le peuvent ». De son côté, Reporterre recense plus de 130 citoyens sur les 150 participants au sein de l'association.
En février 2021, le gouvernement avance que 75 des 146 mesures de la Convention sont mises en œuvre, et 71 en cours de mise en œuvre. Le Monde indique alors qu'« une majorité des 146 mesures ont été reprises partiellement et 28 ont été écartées ». Reporterre estime que l'énumération par le gouvernement des mesures appliquées « concerne peu de mesures emblématiques et la plupart ont été aseptisées ». Le gouvernement indique également que 40 % des mesures restant à mettre en œuvre nécessitent de passer par la voie législative, 10 % par la voie réglementaire, 5 % par des négociations européennes ou internationales, tandis que 25 % pourraient être mises en œuvre directement (campagnes de communication, plans d’action, stratégies nationales, etc.).
Le 28 février 2021, lors de la huitième et ultime session de la Convention, 96 de ses membres ont donné des notes d'appréciation à la transposition, en général, de leurs propositions. La moyenne de ces notes était de 3,3 sur 10. À la question « dans quelle mesure les décisions du gouvernement relatives aux propositions de la CCC permettent-elles de s’approcher de l’objectif fixé ? », les conventionnels participant à ces votes ont accordé des notes dont la moyenne était de 2,5 sur 10,. Sur les 47 objectifs évalués, la régulation sur la publicité, la rénovation thermique des bâtiments, le crime d'écocide ou la réduction des émissions sur les autoroutes ont obtenu les notes les plus faibles, et seuls six ont dépassé la moyenne, dont celui sur les circuits courts et celui sur la réduction des émissions des navires dans les ports.
Selon les universitaires Guillaume Gourgues et Alice Mazeaud, la Convention citoyenne pour le climat est « l’occasion de rappeler le monopole décisionnel de l’exécutif, et plus marginalement celui du Parlement ».

### Mesures rejetées ou déjà adoptées avant la fin des travaux de la Convention
Reporterre relève en juin 2020, à l'issue des travaux de la Convention, que certaines mesures prônées par celle-ci ont déjà été refusées par le gouvernement (malgré la promesse du président Emmanuel Macron de les reprendre "sans filtre" dans leur intégralité) ou le Parlement depuis le début du quinquennat :
- alors que la Convention souhaite interdire la publicité des produits les plus émetteurs de gaz à effet de serre, lors de l’examen du projet de loi relatif à la lutte contre le gaspillage et à l’économie circulaire — loi promulguée le 10 février 2020 —, plusieurs amendements allant dans ce sens, notamment concernant les vols intranationaux, ont été rejetés ;
- dans le cadre de l'examen du projet de loi Énergie-climat puis du projet de loi relatif à l’économie circulaire et à la lutte contre le gaspillage, les députés ont rejeté des amendements visant à interdire les écrans numériques publicitaires dans l’espace public, mesure retenue par la Convention, et ont seulement permis aux maires d’interdire par arrêté toute publicité numérique ou lumineuse ;
- si, lors de l'examen du projet de loi Alimentation et agriculture en septembre 2018, un amendement a lancé l’expérimentation d’un menu végétarien dans les cantines au moins une fois par semaine, pendant deux ans, le ministre de l’Agriculture de l’époque, Stéphane Travert, s’est opposé à ce qu’un choix végétarien quotidien soit mis en place dans la restauration collective publique à partir de 2022, y compris dans la restauration collective à menu unique, comme retenu par la Convention ;
- la Convention demande un moratoire sur l'Accord économique et commercial global dit CETA, qui est soutenu par Emmanuel Macron ;
- la Convention propose de faire entrer dans la constitution la notion d'écocide alors que le Parlement avait rejeté, en 2019, son introduction dans le Code pénal à la suite d'une proposition de loi des groupes socialistes du Sénat et de l'Assemblée ;
- alors que la Convention souhaite obliger les producteurs de produits manufacturés à fournir des pièces détachées (d’origine ou compatibles) pendant 15 ans, des amendements similaires ont été rejetés lors de l’examen de la loi relative à la lutte contre le gaspillage et à l’économie circulaire, visant notamment à prévoir le libre accès aux documents techniques de réparation, ou encore à interdire les pratiques visant à empêcher le recours par un consommateur à un réparateur professionnel indépendant ou à l’autoréparation ;
- alors que la Convention souhaite que les mises à jour correctives des équipements électroniques soient mises à disposition des consommateurs pour une période de dix ans, un amendement similaire, émis par des députés de La France insoumise, a été rejeté lors de l’examen de la loi relative à lutte contre le gaspillage et à l’économie circulaire en décembre 2019 ;
- la Convention plaide pour une augmentation du bonus pour les véhicules peu polluants et pour « renforcer très fortement » le malus sur les véhicules polluants, ainsi que pour l'introduction du poids comme un des critères à prendre en compte : lors de l'examen du projet de loi de finances pour l’année 2020, un amendement allant dans ce sens a été rejeté[91].

Contexte identifie plusieurs mesures défendues par la Convention qui avaient « déjà trouvé une traduction dans des lois promulguées ou sur le point de l’être ou bien par voie réglementaire » :
- créer une vignette verte pour les véhicules propres ;
- aide à la mise en place de plans de mobilité ;
- centraliser toutes les informations sur la mobilité ;
- créer un service de billettique national multimodal ;
- développer puis mettre en place un score carbone sur tous les produits de consommation et les services ;
- élargir le périmètre de reporting au secteur financier - renforcer les obligations de rapportage au secteur de la finance ;
- renforcer les clauses environnementales dans les marchés publics ;
- durcir et appliquer la réglementation sur la gestion des déchets[92].

Contexte identifie comme « mesures partiellement reprises » :
- généralisation des voies réservées à l’autopartage et aux transports collectifs ;
- accompagner les salariés et les entreprises dans la transition ;
- participation des citoyens, entreprises locales, associations locales et collectivités locales aux projets d’énergies renouvelables ;
- développement de l’autoconsommation ;
- développer l’agriculture biologique dans le Plan stratégique national (PSN)[92].

### Annonces du président de la République à l'issue des travaux de la Convention citoyenne
Le 29 juin 2020, le président de la République reçoit les 150 citoyens de la Convention à l'Élysée et annonce qu’il retient les 149 propositions de la Convention à l'exception de trois :
- rejet de la proposition de réécrire le préambule de la Constitution pour y indiquer que « la conciliation des droits, libertés et principes ne saurait compromettre la préservation de l’environnement, patrimoine commun de l’humanité »[93] ;
- rejet de la proposition de limiter la vitesse sur autoroute à 110 km/h[93] ;
- rejet de la taxation à 4 % des dividendes des entreprises supérieurs à 10 millions d’euros pour « participer à l’effort de financement collectif de la transition écologique »[93].

D'autre part, le président de la République s'engage à mener deux référendums sur l’environnement : le premier « d’ici à 2021 » sur l’introduction des notions de « biodiversité, d’environnement, de lutte contre le réchauffement climatique » dans l’article 1 de la Constitution ; le second, sur la base de l’article 11 de la Constitution, « sur un ou plusieurs textes de lois » reprenant les propositions de la Convention.
Les propositions relevant du champ réglementaire seront abordées d’ici à fin juillet, lors d’un prochain conseil de défense écologique. Un certain nombre de mesures seront également intégrées dans le plan de relance post-Covid qui sera soumis au Parlement « dès la fin de l’été ». Enfin, « un projet de loi spécifique sera présenté à la fin de l’été. Il intégrera l’ensemble des mesures qui relèvent du champ législatif et sera finalisé dans les prochaines semaines », à l’issue d’un travail où seront associés les membres de la Convention.
Le 14 septembre 2020, Emmanuel Macron affirme que la France passera bien à la 5G, renvoyant ses opposants au « modèle Amish » et de la « lampe à huile » : il ignore ainsi la demande de moratoire de la Convention citoyenne en attendant les résultats de l’évaluation de la 5G sur la santé et le climat. Les enchères pour attribuer les premières fréquences sont prévues en septembre 2020. Grégoire Fraty, coprésident de l’association Les 150, estime que « cela ressemble fort à un quatrième joker » (en référence aux trois propositions déjà rejetées explicitement par Emmanuel Macron), et indique que les 150 membres de la Convention demandent « le respect de la parole donnée et de la consultation citoyenne ».
Le 14 décembre 2020, à l'occasion d'une rencontre avec les membres de la Convention Citoyenne, Emmanuel Macron annonce son intention d'ouvrir la voie à un référendum sur l’introduction des « notions de biodiversité, d’environnement, de lutte contre le réchauffement climatique » à l’article premier de la Constitution. Avant d'être soumis à référendum, le texte devra être adopté en termes identiques par l'Assemblée nationale et le Sénat.

### Décisions du Conseil de défense écologique
Le 27 juillet 2020, le Conseil de défense écologique arrête les premières décisions inspirées des propositions de la Convention citoyenne pour le climat, applicables sans avoir à faire voter une loi :
- interdiction des systèmes de chauffage extérieur implantés sur l'espace public et les terrasses de café à compter de l'hiver 2021-2022 ;
- introduction par décret, applicable au 1er janvier 2023, de la performance énergétique parmi les critères qui servent à définir la « décence » d'un logement : les locataires pourront alors exiger du propriétaire qu'il fasse des travaux, et à défaut, le juge pourra lui interdire de percevoir un loyer, voire de louer son bien, considéré dès lors comme indécent ;
- interdiction à partir du 1er janvier 2022 d'installer des chaudières au fuel ou charbon ; circulaire aux préfets pour qu'ils saisissent la commission nationale d'aménagement commercial sur les demandes d'autorisation de projets qui pourraient entraîner la destruction de terres agricoles ou d'espaces naturels, afin de geler les nouvelles opérations en attendant l'adoption de mesures législatives en 2021 (moratoire sur les nouvelles zones commerciales en périphérie des villes[99],[100],[101]) ;
- création d'un fonds de plusieurs centaines de millions d'euros dans le cadre du plan de relance, afin de financer la réhabilitation de centaines d'hectares de friches urbaines[102].

Le moratoire annoncé sur les zones commerciales s'est traduit par une circulaire envoyée aux préfets pour leur recommander de ne pas artificialiser des terres agricoles, et ne prend pas en compte les hangars du commerce en ligne. Le gouvernement lance une mission à l'automne 2020 pour faciliter et accélérer l'implantation de ces derniers.
La ministre Barbara Pompili assure qu'un « grand plan de relance pour le ferroviaire » est à l'étude.

### Plan de relance
Dans le plan de relance adopté en 2020, figurent des mesures défendues par la Convention :
- créer un système de prêt de vélos pour les collégiens et lycéens ;
- augmenter les financements consacrés au vélo ;
- favoriser le fret fluvial et maritime par rapport à la route ;
- déployer des bornes de recharge électrique sur les quais ;
- financer la recherche sur les biocarburants ;
- favoriser la réutilisation des espaces déjà urbanisés ;
- favoriser le développement des emballages biosourcés compostables ;
- prime à l’adaptation dans la restauration collective publique ;
- bonus pour les petites cantines scolaires ;
- structurer la filière des protéagineux ;
- développer les fermes aquacoles raisonnées et respectueuses de l’environnement[92].

Certaines sont partiellement reprises :
- création de parkings relais ;
- augmenter les dépenses pour les infrastructures ferroviaires ;
- contraindre les constructeurs de poids lourds à investir dans l’hydrogène ;
- système progressif d’aides à la rénovation, avec prêts et subventions pour les plus démunis ;
- former les professionnels du bâtiment pour répondre à la demande de rénovation globale ;
- changer le regard sur l’habitat dense ;
- rénover dans les petites communes ;
- mettre en place les modalités de financement par loi ou décret avec un emprunt d’État dédié au financement de la transformation des entreprises ;
- favoriser les produits issus de circuits courts dans les achats publics ;
- atteindre 50 % d’exploitations en agroécologie en 2040[92].

### Loi de finances pour 2021
La loi de finances pour 2021 reprend deux mesures défendues par la Convention : taxer davantage le carburant pour l’aviation de loisir ; et revoir la taxation d’enlèvement des déchets.
Le gouvernement rejette à cette occasion la réduction de la TVA sur les billets de train et l'augmentation de la taxe générale sur les activités polluantes concernant les engrais azotés.
D’autres mesures sont reprises après avoir été modifiées : ainsi, l’instauration d’un malus en fonction du poids des voitures est instauré à partir de 1 800 kilogrammes alors que la Convention proposait 1 400 kilogrammes, et le plafond du forfait mobilités durables est rehaussé de 400 à 500 euros et reste facultatif alors que la Convention plaidait pour un plafond à 800 euros et pour rendre le forfait obligatoire. Concernant le malus automobile, le fait de repousser le seuil à 1 800 kg réduit la part des voitures concernées sur le marché à 2 % au lieu de 26 %, et exclut les 20 SUV les plus vendus, pour une mise en application à partir de 2022. En compensation, le gouvernement a diminué le malus CO2 dans le même temps. Reporterre estime ainsi que la mesure a été « réduite à un élément de communication en optant pour une mesure au rabais et dilatoire ».
Les autres mesures partiellement reprises sont les suivantes :
- supprimer les niches fiscales sur le gazole et accroître l’incitation à l’acquisition de poids lourds moins polluants ;
- augmenter le bonus automobile et créer un critère poids ;
- baisser le seuil de déclenchement du malus, l’augmenter fortement, et créer un « malus poids » ;
- tenir compte des émissions des véhicules et de leur poids dans les contrats d’assurance ;
- bonus pour les entreprises dont le bilan d’émission de gaz à effet de serre a une évolution positive - conditionner les aides publiques à l’évolution du bilan GES ;
- accompagner l’évolution du numérique pour réduire ses impacts environnementaux[92].

### Projet de loi contre le dérèglement climatique
Le projet de loi portant lutte contre le dérèglement climatique et renforcement de la résilience face à ses effets est présenté en Conseil des ministres le 10 février 2021. Il ambitionne d’inscrire dans la loi 46 propositions de la Convention (soit 30 %). Selon les calculs de France Info, 10 propositions de la Convention sont globalement reprises dans le projet de loi ; 17 sont tronquées ; les délais étendus pour 8 mesures ; et 10 autres ont vu leur champ d'action réduit.
Dans une étude d'impact, le gouvernement reconnaît que le projet de loi ne permettra pas d’atteindre les objectifs climatiques de la France d’ici à 2030, mandat qui avait été assigné à la Convention citoyenne pour le climat, mais indique qu'il « contribue à sécuriser l’atteinte d’entre la moitié et les deux tiers du chemin à parcourir entre les émissions en 2019 et la cible en 2030 ». Le député Matthieu Orphelin et son équipe évaluent la baisse de gaz à effet de serre liée au projet de loi à 13 millions de tonnes en équivalent CO2 par an en 2030, à mettre en regard des 112 millions de tonnes correspondant à 40 % de baisse, soit un résultat très en deçà de celui évalué par l'étude d'impact. Matthieu Orphelin rappelle également que le nouvel objectif fixé par la Commission européenne est une baisse de 55 %.

### Autres cadres
Contexte identifie des mesures reprises par le gouvernement et la majorité parlementaire dans d'autres cadres :
- peser sur la réglementation internationale des émissions du transport maritime ;
- promouvoir le télétravail ;
- porter au niveau européen la création d’une taxe aux frontières de l’UE ;
- réformer le Conseil économique, social et environnemental ;
- lors des discussions sur la PAC, défendre le relèvement des niveaux d’exigences des conditions de verdissement ;
- maintenir la capacité des océans à stocker du carbone, notamment en protégeant les baleines et les espèces marines ;
- demander au gouvernement français de défendre des positions auprès de l’OMC[92].

Certaines mesures sont partiellement reprises :
- bannir les émissions polluantes des navires à quai ;
- changer en profondeur les comportements en incitant les particuliers à réduire leur consommation d’énergie ;
- inciter à limiter le recours au chauffage et à la climatisation dans les logements, les espaces publics et ceux ouverts au public ainsi que les bâtiments tertiaires ;
- proposer plus de plats végétariens en restauration collective publique ;
- demander au gouvernement français de défendre une réforme politique commerciale européenne ;
- adopter une loi qui pénalise le crime d’écocide dans le cadre des 9 limites planétaires, et qui intègre le devoir de vigilance et le délit d’imprudence, dont la mise en œuvre est garantie par la Haute Autorité des Limites Planétaires[92].

Une mesure est rejetée, à savoir défendre la transformation de l’attribution des aides à l’hectare vers des aides à l’actif agricole lors des discussions sur la PAC.

## Réactions

### Pendant l'activité de la Convention

#### Défis envisagés
Loïc Blondiaux estime que les acteurs classiques de la démocratie représentative, notamment les députés, pourraient voir dans l'organisation de la Convention citoyenne pour le Climat une volonté pour l’exécutif de court-circuiter la voie parlementaire, avec le pari que les citoyens seraient en fait bien davantage prêts à accepter des changements importants que les représentants politiques ne le croient généralement. Les citoyens tirés au sort sont extrêmement impliqués, et sont très conscients du rôle qu'ils doivent jouer. Les citoyens ne s’arrêtent pas de travailler à la fin du week-end, mais ils le font tout le temps et échangent avec leur entourage. Néanmoins, il peut s'avérer difficile de convaincre l’ensemble des citoyens qui n’aura pas eu la possibilité de participer à l'assemblée. Il est difficile de médiatiser, de mettre en images ou en récit, un dispositif participatif de ce type. Toutefois, le basculement des consciences sur la réalité du changement climatique depuis quelques mois semble visible dans les sondages.
La Convention citoyenne pour le climat est une initiative inédite en France d'assemblée citoyenne, outil de démocratie participative et délibérative, à vocation de propositions législatives, inspirée de la Convention de citoyens irlandaise,. Elle est suivie par de très nombreux chercheurs.

#### Critiques
Des critiques ont été formulées, au lancement de la Convention :
- Gaspard d’Allens, dans le journal Reporterre, critique la nomination de Catherine Tissot-Colle, « lobbyiste de la pollution », au comité de gouvernance. Celle-ci est cadre dirigeante d’Eramet, une multinationale de l’extraction minière, réputée pour être particulièrement polluante et émettrice de gaz à effet de serre[110]. Cyril Dion répond à cette critique, en précisant entre autres que jusqu'ici « aucun participant n’a fait l’objet de tentative d’influence qui remette l’impartialité de leurs travaux en question »[111].
- Allain Bougrain-Dubourg, président de la Ligue pour la protection des oiseaux, dénonce un acte de démagogie démocratique[112].
- Salvador Juan, professeur de sociologie à l’université de Caen et chercheur au Centre d’étude et de recherche sur les risques et les vulnérabilités, critique une forme « d'illusion technocratique » et de « pseudo-démocratie directe »[113]. La notion de « France en miniature » figurant sur le site de la Convention[114] est critiquée également par Salvator Juan qui considère que les conditions requises pour une réelle représentativité d'un échantillon par rapport à une population-mère- « ne s'acquiert, au mieux, que par un tirage vraiment aléatoire de quelques milliers d'individus sur une base exhaustive de la population ou, au pire et avec des marges d'erreurs plus importantes mais acceptables sur la base de quotas pour lesquels un minimum de 800 à 1 000 personnes sont requises[115] ».
- Des critiques sont émises envers le comité de gouvernance par Contexte, « le comité de gouvernance est traversé de lignes de fractures, qui suscitent des tensions » entre trois groupes : sept membres du Cese, dont « l’investissement n’est pas dénué d’arrière-pensée » car « un résultat positif de la Convention pourrait ouvrir la voie à une réforme du Cese, qui lui garantirait une nouvelle légitimité comme organisateur de consultations citoyennes » ; des membres « investis sur les sujets climatiques, comme Laurence Tubiana ou Jean Jouzel (par ailleurs membre du Cese) », qui « mettent la priorité sur les mesures qui seront adoptées par les citoyens, pour répondre au défi climatique » ; enfin, des « militants de la démocratie participative », dont Loïc Blondiaux[67].
- Arnaud Gossement, spécialiste du droit de l'environnement, déplore une présidentialisation du processus et le fait que les principes juridiques classiques ne sont pas respectés par la convention. La commission nationale du débat public n'est pas impliquée. Le principe d'ouverture à tous n'est pas respecté. Lors de son audition, Emmanuel Macron a indiqué qu'il pourrait ne pas retenir certaines propositions ce qui contredit le mandat initial[116].
- Le chimiste Marc Fontecave estime que la Convention citoyenne pour le climat est un contre-exemple d'instruction scientifique, citant en contre-exemple « la lutte contre le Covid », qu'il s'agissait d'un exercice superflu n'étant « assorti d'aucune analyse, notamment financière, pour permettre véritablement l'action », et affirme que « de nombreuses propositions n'ont rien à voir avec le climat, comme le «  crime d'écocide » »[117].

#### Sondages d'opinion
Au regard d'un sondage mené sur un échantillon représentatif de 1 003 Français entre le 22 avril et le 11 mai 2020, par comparaison avec l'opinion donnée par les 150 membres de la Convention lors du premier weekend de la convention, des chercheurs de l'École d'économie de Paris observent « une adhésion de la population aux propositions soumises au vote de la CCC (à l’exception de la limitation à 110 km/h sur autoroute), et un classement similaire des différentes politiques climatiques en termes d’acceptation, même si les 150 apparaissent davantage en faveur de telles politiques que la population ». Ce rapport n'a été publié que le 21 juin 2020 afin de ne pas influencer les citoyens de la convention.

### Au terme des travaux de la Convention

#### Réactions politiques
- Europe Écologie Les Verts exprime son soutien à l’ensemble des propositions, et appelle le Gouvernement à se saisir « globalement » des propositions formulées, les présentant comme « un tout indissociable » ; le parti regrette cependant « l’absence de la taxe carbone » et « l’oubli du nucléaire »[120].
- Jean-Luc Mélenchon salue « un texte ample » avec « beaucoup de travail derrière », et relève « beaucoup de choses en commun » avec le programme de La France insoumise[121]. Il regrette toutefois l'absence de mesures « sur les conduites d'eau », soulignant qu'« on perd 20 % de l'eau dans ce pays », ainsi que sur le nucléaire[122].
- Marine Le Pen, présidente du Rassemblement national, déclare que la convention a « accouché de propositions toutes plus loufoques les unes que les autres, sans conscience des réalités économiques, et sans pertinence sociale et écologique »[123].
- Christian Jacob, président des Républicains, dénonce « une logique de décroissance, de contraintes, de punitions », et se déclare hostile au projet de référendum sur la Constitution prôné par la convention[123].
- Delphine Batho, députée, présidente de Génération écologie et ancienne ministre de l'Écologie, commente auprès du Monde : « On peut regretter certains points faibles, comme sur les pesticides, la proposition sur cette question n’étant pas à la hauteur de la gravité du sujet. Il est dommage aussi qu’ils n’aient pas eu les moyens de chiffrer précisément les réductions des émissions de gaz à effet de serre qu’entraîneraient leurs propositions, pas plus que leur coût »[124].

#### Réactions dans les médias
Arrêt sur images relève que dans les médias, « la mesure proposant de réduire la vitesse maximale sur autoroute à 110 km/h est celle qui a fait le plus parler, au détriment du travail global de la convention ».

#### Réactions institutionnelles et de la société civile
- Le Haut Conseil pour le Climat qualifie la convention citoyenne pour le climat d’« initiative remarquable à valoriser ». Sa présidente, Corinne Le Quéré, indique être dans l'attente de l'évaluation par le gouvernement de « l’impact sur les émissions des propositions de la convention » et de son intégration « le plus possible dans sa stratégie »[125].
- Anne Bringault pour le Réseau action climat, se félicite du fait que les "conventionnels" aient su s'emparer de sujets techniques et proposer un éventail complet de mesures mais elle déplore le fait que les débats entre participants aient eu lieu en grande partie à huis clos pendant neuf mois et n'aient pas permis d'impliquer les Français dans le cheminement des membres de la Convention et les mesures d’accompagnement choisies pour intégrer la justice sociale[126].
- Les patrons de 76 réseaux d’entrepreneurs et d’entreprises, déclarent dans une tribune soutenir « la démarche et les ambitions de la Convention citoyenne pour le climat et saluons le travail des citoyens qui ont bâti 150 propositions pour l’avenir[127] ».
- Dans une tribune pour La Croix, plusieurs signataires dont Vincent Destival, délégué général du Secours catholique ; Sylvie Bukhari-de-Pontual, présidente du CCFD-Terre Solidaire ; Marcel Rémon, directeur du Centre de recherche et d'action sociales ; Danielle Beauchet et Lionel Lecerf, présidente et président d'Action catholique ouvrière ; Dominique de Viviès et Jean-François Hivert, présidente et président de Chrétiens dans le monde rural ; saluent « l’engagement des membres de la Convention citoyenne et la qualité des solutions proposées », et appellent à leur mise en œuvre « sans délai », déplorant que « les trois « jokers » sortis par le chef de l’État lors de son discours du 29 juin (la limitation à 110 km/h sur l’autoroute, la taxation à 4 % des dividendes financiers et la réécriture du préambule de la Constitution) en masquent en réalité quelques autres » et « ont aussi ouvert la voie à la remise en cause par le gouvernement d’autres propositions structurantes pour la baisse des émissions de gaz à effet de serre et la justice sociale »[128].

##### Débat sur la légitimité des membres de la Convention
- Pierre Steinmetz et Jean-Éric Schoettl, anciens membres du Conseil Constitutionnel, émettent le 22 juin des réserves sur la légitimité des membres de la Convention citoyenne pour le climat à exprimer la volonté générale : le collège de citoyens « n'est pas représentatif un échantillon constitué par des personnes tirées au sort certes, mais tirées au sort jusqu'à trouver les plus motivées par le sujet, puisqu'il n'est pas question de rendre obligatoire la participation au panel[129] ».
- Dans Le Figaro, Alexis Feertchak critique la représentativité des citoyens de la convention en évoquant un biais du consentement : le choix de la méthode qui est critiquable car la participation à la Convention n'est pas obligatoire. En mêlant tirage au sort et quotas socio-économiques, on ne permettrait pas une réelle représentativité. D'autant plus que plus du tiers des personnes pré-sélectionnées auraient refusé de participer à la convention. Il critique aussi le rôle du comité de gouvernance et son influence, supposée ou réelle, sur le choix des experts auditionnés[130].

##### Débat sur l'opportunité d'un référendum
- Les juristes Bastien François et Anne Levade expriment leur scepticisme à l'égard de l'opportunité de lancer un référendum consultatif (sans valeur normative) sur les propositions de la Convention, comme envisagé au cours de ses travaux par Emmanuel Macron, dans la mesure où l’article 11 de la Constitution serait inopérant : ils estiment que cette nouveauté risquerait de « bouleverser les fondements de notre démocratie en portant atteinte au principe même de souveraineté, réduit alors à la simple compétence à opiner, tout en rabaissant plus encore le rôle du Parlement »[131].
- Selon Le Canard enchaîné, le Premier ministre Édouard Philippe aurait exprimé en privé son scepticisme au sujet des propositions constitutionnelles de la Convention et de la possibilité d'un référendum à leur sujet au regard de ce que prévoit la Constitution[132].

#### Réaction de l'opinion
Selon un sondage Odoxa-Dentsu consulting publié le 25 juin 2020 :
- 82 % des Français sont favorables à une révision de la Constitution pour y intégrer la préservation de l'environnement ;
- 74 % sont favorables à ce que soit rendue obligatoire la rénovation énergétique des bâtiments ;
- 52 % sont favorables à la création d'un crime d'écocide ;
- 81 % sont favorables à un référendum sur les principales propositions de la Convention ;
- 73 % considèrent qu'Emmanuel Macron et le Gouvernement ne mettront en place qu'une petite partie des mesures proposées par la Convention ;
- 74 % des Français sont opposés à l'abaissement à 110 km/h de la vitesse maximale sur autoroute[133].

Un sondage mené par l'École d'économie de Paris entre le 22 avril et le 11 mai 2020 fait apparaître « une adhésion de la population aux propositions de la CCC (à l’exception de la limitation à 110 km/h sur autoroute) et un classement similaire des différentes politiques climatiques souhaitées entre la CCC et les Français ».
Selon un sondage IFOP publié en janvier 2021, 36 % des Français déclarent vouloir participer à un référendum incluant dans l'article premier de la Constitution « la préservation de la biodiversité et de l’environnement » selon les termes de la Conférence citoyenne pour le climat. L’approbation à la réforme serait de 79 %, en particulier au sein des Français les plus jeunes et les plus sensibles à la cause environnementale. Parmi les autres propositions de la Convention citoyenne, Paul Cébille relève que « les mesures les plus incitatives recueillent le soutien d’une large majorité de Français, que ce soit la création d’un « écolabel » informatif (88 %), la création d’aides à la rénovation en direction des plus démunis (86 %) ou encore l’obligation de remplacer les chaudières à fioul et à charbon d’ici à 2030 dans les bâtiments neufs et rénovés (73 %). Toutefois, lorsqu’il s’agit d’impacter directement le porte-monnaie des propriétaires en particulier, des réticences s’expriment. Un peu moins de six Français sur dix (58 %) déclarent être favorables à l’obligation pour les propriétaires de rénover leur logement principal d’ici 2040 et moins d’un sur deux (47 %) soutiennent l’augmentation des taxes sur les produits transformés, marqueur d’une crainte et d’un rejet de l’écologie classiquement marquée dans l’opinion comme « punitive » ».

### Durant la phase de transposition législative et réglementaire

#### Réactions dans les médias
Selon Basta !, les travaux de la Convention citoyenne ont fait l'objet d'une « guérilla médiatique », « restée concentrée dans un petit nombre de médias qui ne sont pas dans leur majorité des titres économiques : les prises de position des opposants aux citoyens apparaissent certes dans Les Échos pour les arguments les plus techniques, mais aussi et surtout dans Le Figaro, L’Opinion, Le Point ou encore sur des chaînes d’information continue comme CNews ou LCI. Partageant une ligne éditoriale agressivement conservatrice, inspirée de modèles étatsuniens, tous accordent une place disproportionnée aux critiques les plus féroces de la Convention, et mettent en scène des débats pseudo-contradictoires où les citoyens et leurs soutiens sont sous-représentés, voire carrément absents ».
- Alternatives économiques considère que le chef de l'État ne rejette pas trois mesures mais six : celui-ci renvoie le crime d'écocide au droit international de manière à pouvoir poursuivre devant la Cour pénale internationale les dirigeants qui « faillissent délibérément » à protéger la nature. Il ne souhaite interdire les vols intérieurs qui ne peuvent être remplacés par un trajet en train qu'à partir d'un seuil de deux heures et demie alors que les citoyens l'avaient fixé à quatre heures. Enfin, il projette de ratifier le Ceta contre la demande des citoyens en affirmant que celui-ci serait abandonné dès lors qu'il contreviendrait à l'accord de Paris[95]. Cette affirmation est en contradiction avec l'évaluation de 2017 des experts mandatés par le gouvernement concernant la compatibilité du Ceta avec l'accord de Paris[136],[137].
- Selon le CLER qui intervient majoritairement sur des logements consommant 250 kWh par m2, la valeur de seuil prévue pour la définition d'un logement indécent est de 500 kWh par m2 ce qui ne concerne pratiquement aucun logement[138].
- Matthieu Orphelin et Éric Piolle dénoncent fin septembre 2020 un « détricotage »[139].
- Selon Réseau Action Climat, le refus d'abaisser le taux de TVA à 5,5% sur les transports en commun constitue un nouveau « joker »[140],[141].
- Jean Jouzel : « La France serait sur le bon chemin si l'ensemble des mesures proposées par les citoyens [de la Convention pour le Climat] étaient mis en œuvre. On a déjà mis de côté des mesures qui étaient non négligeables comme [...] la limitation de vitesse à 110 km/h [...] [Mais] Je ne doute pas forcément du gouvernement : j'ai apprécié les prises de position et l'engagement d'Emmanuel Macron. [...] Il ne faut pas toujours accuser les gouvernements - il y a une forme de sincérité - mais il faut aller de l'avant, complètement, et c'est ce à quoi j'invite notre gouvernement »[142].
- En novembre 2020, l’Association nationale des industries alimentaires adresse une lettre aux quatre ministres de la Transition écologique, de l’Économie, de la Culture et de l’Alimentation, dans laquelle elle demande de ne pas interdire la publicité pour les produits trop sucrés, trop gras et trop salés, comme demandé par la Convention[143].

#### Réunions de concertation autour des mesures proposées
En septembre 2020, huit réunions de concertation sont organisées par les directions d'administration centrale avec les représentants des secteurs économiques concernés par les propositions de la Convention citoyenne pour le climat.
Le 12 septembre 2020, lors de l’atelier consacré au transport de marchandises, les propositions des citoyens sont critiquées par le secteur qui a cependant, selon Contexte, « davantage dirigé leurs interrogations, leurs inquiétudes et leurs critiques vers l’État, pointant une « absence de concertation » ».
Le 16 septembre 2020, la direction générale de l'aviation civile (DGAC) organise une réunion en visioconférence avec des acteurs du secteur aérien, des représentants des collectivités locales et quelques organisations travaillant sur les enjeux climatiques, afin d'enrichir l’étude d'impact réalisée par la DGAC sur les propositions de la Convention citoyenne relatives au secteur. Greenpeace dénonce la surreprésentation des acteurs de l'aérien par rapport aux trois ONG invitées. Le secteur aérien s'oppose tout particulièrement à la proposition d'interdire les liaisons aériennes intérieures quand il y a une alternative en 4 heures de train, ainsi qu'à celle d'une écocontribution sur les billets d’avion (qui représenterait une hausse de 4 milliards d’euros de fiscalité). Les ministres Jean-Baptiste Djebbari et Bruno Le Maire prennent position contre l'écocontribution avant la réunion.
Certaines ONG refusent finalement de prendre part au débat lors des ateliers, jugeant le processus biaisé.
En octobre 2020, les 150 citoyens interpellent Emmanuel Macron à travers une lettre ouverte, mettant en cause un manque de « soutien clair ».
En ce qui concerne la proposition d’une redevance sur les engrais azotés dont le produit serait affecté à la conversion à l'agroécologie, le ministère de l'Agriculture ne communique pas aux citoyens la note de septembre de la DGPE largement défavorable à la mesure mais les informe en décembre que la mesure ne pourrait être mise en place avant 2024. Reporterre note également que le directeur de cabinet du ministre de l’Agriculture a été entre 2008 et 2011 directeur général de la stratégie du Groupe Roullier, un des leaders français de la fabrication d’engrais azotés.
En février 2021, l'observatoire des multinationales rend public un rapport sur les réactions des lobbys aux propositions de la convention selon lequel  le secteur automobile, l’aérien, l’agrochimie ou la publicité ont fait appel à des cabinets de conseil pour organiser des évènements avec les parlementaires. Les rapports des hauts fonctionnaires de la Direction générale de la performance économique et environnementale des entreprises (DGPE) ou de la Direction générale de l’aviation civile (DGAC) ont également été à l'encontre des propositions citoyennes. Une escalade médiatique allant des « élucubrations écolo-totalitaires les plus folles » à « l'économie du confinement à perpétuité » en passant par le « complot » a été à la mesure des inquiétudes des industriels.

#### Réactions de l'opinion publique
Plus généralement, l'opinion publique est favorable à une mise en œuvre obligatoire des recommandations des conventions citoyennes. C'est ce qui ressort d'une enquête d'opinion publique OpinionWay réalisée pour Sciences Po. À la question « Globalement, pensez-vous que les recommandations faites par ces assemblées ou conventions citoyennes devraient être obligatoirement mises en œuvre par les gouvernements », les sondés français répondent oui à 55 %.

## Engagement de membres de la Convention

### Politique
- Mélanie Cosnier, membre de la Convention, est élue maire de Souvigné-sur-Sarthe lors des élections municipales de 2020, après le désistement de la tête de liste[151]. Avec William Aucant, autre membre de la Convention, elle fait partie de la liste de rassemblement de la gauche et des écologistes pour les élections régionales de 2021 dans les Pays de la Loire, conduite par le député Matthieu Orphelin (ex-LREM)[86].
- Grégoire Fraty, co-président de l'association formée par les membres de la Convention, est candidat aux élections régionales de 2021 en Normandie sur la liste de la majorité présidentielle conduite par Laurent Bonnaterre[152].
- Muriel Raulic, membre de la Convention, soutient durant l'été 2020 la proposition de loi interdisant les coupes rases, portée par l’association Canopée et la députée Mathilde Panot (La France insoumise)[86].
- William Aucant, membre de la Convention devenu conseiller régional Europe Écologie Les Verts des Pays de la Loire en 2021, participe en 2022 à la campagne présidentielle de Yannick Jadot. Lors du deuxième tour, bien que non convaincu par le programme d'Emmanuel Macron, il indique qu'il votera contre Marine Le Pen car « sous Le Pen ce serait pire pour la planète »[153]. Il s'est par la suite rallié à La France Insoumise[154]

## Enjeux sociétaux

### Participation citoyenne et renouveau démocratique
La Convention Citoyenne pour le Climat (CCC) représente une expérience inédite de démocratie délibérative en France. Elle démontre que des citoyens non spécialistes peuvent contribuer à des débats complexes et proposer des solutions sur des sujets d'intérêt général comme le climat. Cette initiative met également en avant l'importance d'une gouvernance partagée et d'une implication directe des citoyens dans le processus décisionnel. Le tirage au sort des 150 membres a permis de constituer un panel représentatif de la diversité socio-économique, géographique et générationnelle de la population française. Ce processus inclusif, couplé à des sessions de formation et des échanges avec des experts, a permis aux participants d'acquérir une meilleure compréhension des enjeux climatiques et des leviers d’action. La CCC constitue ainsi une avancée dans l’expérimentation d’une gouvernance démocratique renouvelée, en réponse à la défiance croissante des citoyens envers les institutions politiques traditionnelles.

### Justice sociale et transition écologique
Les propositions visent à garantir une transition écologique équitable. Par exemple, la rénovation énergétique des bâtiments doit permettre de lutter contre la précarité énergétique, tandis que la promotion des transports en commun répond à des enjeux d'accessibilité pour tous, notamment pour les ménages les plus modestes. Parmi les mesures phares, la taxation des produits les plus polluants a été imaginée avec des mécanismes de compensation pour ne pas pénaliser les ménages à faibles revenus. De plus, des propositions telles que la limitation de l’artificialisation des sols ou le développement des énergies renouvelables sur les territoires ont été pensées pour intégrer les besoins spécifiques des zones rurales et urbaines, réduisant ainsi les inégalités territoriales face à la transition écologique.

### Gouvernance et mise en œuvre des politiques climatiques
Bien que plusieurs mesures aient été intégrées dans la loi Climat et Résilience de 2021, des critiques[Par qui ?] pointent l'absence de mise en œuvre de certaines propositions clés, comme l'encadrement de la publicité liée aux produits polluants. Cela illustre les limites institutionnelles pour transformer les recommandations citoyennes en politiques effectives. La mise en œuvre partielle des propositions a suscité un sentiment de frustration chez certains participants, soulevant la question de la prise en compte réelle des initiatives citoyennes. Les critiques mettent en avant la nécessité de renforcer les mécanismes de suivi et d’évaluation des recommandations issues des démarches participatives, afin de garantir une véritable traduction politique des propositions citoyennes[réf. souhaitée].

### Sensibilisation et changement des modes de vie
Les recommandations de la CCC encouragent des comportements plus respectueux de l'environnement. Elles proposent des actions comme la réduction du gaspillage alimentaire, le soutien aux circuits courts et la limitation des produits jetables. Les propositions ont également insisté sur l'éducation et la sensibilisation des citoyens aux enjeux climatiques, en recommandant l’intégration systématique de ces thématiques dans les programmes scolaires et les campagnes publiques. L’idée est de promouvoir une culture écologique accessible à tous, favorisant des pratiques durables dans tous les domaines de la vie quotidienne, comme la mobilité douce ou la réduction de l’usage de plastiques à usage unique.

### Filmographie
- Convention citoyenne : démocratie en construction, 2020, 58 min, de Naruna Kaplan de Macedo (diffusé sur Arte le 13 avril 2021).
- Les 150, 2021, 49 min, de Baptiste Rouget-Luchaire sur une initiative de Yann Arthus-Bertrand) (diffusé sur La Chaîne parlementaire, regarder en ligne).